# Міжзональний турнір 1979 (Рига)
Міжзональний турнір із шахів 1979 року в Ризі — відбірковий етап змагань за право 1981 року зіграти матч на звання чемпіона світу із шахів. У турнірі грали переможці зональних змагань ФІДЕ. Турнір відбувся в Ризі (СРСР) із 5 по 29 вересня 1979 року за участю 18 гравців. Паралельно проведено міжзональний турнір у Ріо-де-Жанейро. По три найкращі шахісти з кожного турніру виходили до матчів претендентів 1980 року.
Михайло Таль (СРСР) переміг із результатом 14 із 17 можливих очок (82,4 %), показавши 2-й найвищий результат в історії міжзональних турнірів. Друге місце посів Лев Полугаєвський (СРСР), а третє-четверте місця поділили Андраш Адор'ян і Золтан Ріблі (обидва — Угорщина). У додатковому матчі за 3-є місце і право виступати в матчах претендентів, який провели в Будапешті, переміг Адор'ян.

## Місце проведення
Рига — рідне місто всесвітньовідомих гросмейстерів А. Німцовича та М. Таля, тут почали видавати знаменитий журнал «Шахс», а також засновано перший у СРСР Університет шахової культури. Столиця Латвії мала досвід проведення турнірів найвищого рівня, оскільки приймала матчі за звання чемпіона світу серед жінок 1965 і 1972 років, чемпіонати Радянського Союзу й інші всесоюзні змагання. Популярність шахів у Латвійській РСР була запорукою аншлагів під час турніру, який проходив у Художньому академічному театрі імені Я. Райніса (тепер — театр «Дайлес»). Учасники жили в готелі «Латвія» (назва станом на 2021 рік — «Radisson Blu Hotel Latvija»), що розташований усього за 900 метрів від театру по центральній вулиці Леніна (після відновлення незалежності Латвії їй повернули назву «вулиця Свободи» — латис. Brīvības iela).
Кожне крісло в глядацькій залі було обладнано навушниками, двічі на годину транслювали радіокоментар заслуженого тренера СРСР О. Кобленца до найцікавіших партій. Щодня виходили турнірні бюлетені, також оперативно надходила додаткова інформація для журналістів у прес-центрі. Найвищу оцінку рівню організації змагань дали учасники, а також журналісти й офіційні гості — генеральний секретар ФІДЕ Інеке Баккер і кореспондент югославського інформагентства ТАНЮГ, колишній голова Шахового союзу Югославії Божидар Кажич.

## Учасники

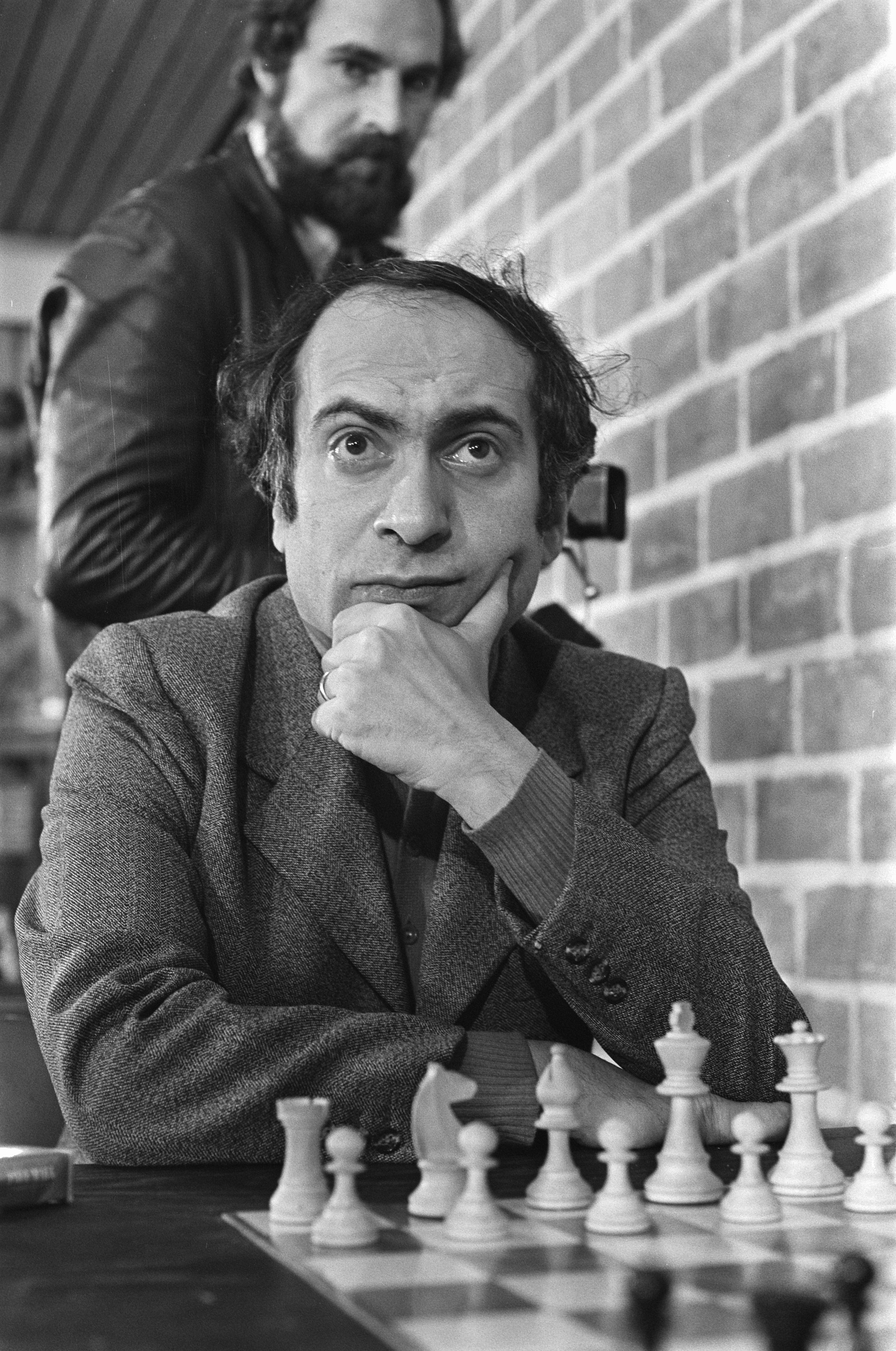
Михайло Таль — переможець турніру

У турнірі мали брати участь 19 гравців: переможці зональних змагань ФІДЕ, двоє учасників матчів претендентів 1977 року (Бент Ларсен і Лев Полугаєвський), а також Михайло Таль.
Гросмейстер Любомир Кавалек, який кваліфікувався від зони США, травмував ногу під час гри в теніс у рамках фізичної підготовки до турніру й не зміг прилетіти. Його замінив інший американець, майстер Едмар Медніс. Незадовго до початку через хворобу не приїхав гросмейстер Властіміл Горт (Чехословаччина). Його замінив радянський гросмейстер Олег Романишин. І Гортові і Кавалеку було до снаги поборотися за вихід до матчів претендентів, адже обоє гросмейстерів знаходились у першій двадцятці світового рейтингу. Кубинський гросмейстер Роман Ернандес попередив, що запізниться, тому організатори присвоїли йому №1 і провели жеребкування таким чином, щоб перший тур він пропускав. Коли ж шахіст повідомив, що не зможе приїхати за сімейними обставинами (а суддівська колегія враховувала таку можливість), учасників просто опустили на один номер, а порядок турів і пари при цьому не змінилися.
Жеребкування організовано так, щоб представники однієї країни (американці, бразильці, угорці, шахісти Радянського Союзу) зустрічалися між собою в першій половині турніру. Так імовірні товариські нічиї між ними не впливали на результати вирішальних турів. У підсумку, бразильці та угорці дійсно обмежилися короткими нічиїми, американці зіграли результативно, а радянські гросмейстери взагалі уклали тільки 2 нічиї в 10 очних партіях, оскільки, враховуючи їхній рівний і високий клас, кожен із них міг поборотися за призові місця.
Суддівську колегію очолював головний арбітр Мірослав Філіп (Чехословаччина). Заступник головного арбітра — Лев Абрамов, головний секретар — Володимир Дворкович, судді — Владас Мікенас, Пауль Поднієк і Зігфрід Рекшан (усі — СРСР). На церемонії відкриття із промовою виступив голова Шахової федерації СРСР, льотчик-космонавт Віталій Севастьянов.
| Зв. | Гравець             | Ело  | Країна    | Р. н. | Спосіб кваліфікації                                                               |
| --- | ------------------- | ---- | --------- | ----- | --------------------------------------------------------------------------------- |
| гм  | Лев Полугаєвський   | 2625 | СРСР      | 1934  | учасник матчів претендентів 1977                                                  |
| гм  | Бент Ларсен         | 2620 | Данія     | 1935  | учасник матчів претендентів 1977                                                  |
| гм  | Михайло Таль        | 2615 | СРСР      | 1936  | додаткова квота федерації-господаря (переможець чемпіонату СРСР 1978)             |
| гм  | Золтан Ріблі        | 2595 | Угорщина  | 1951  | турнір 3-ї зони                                                                   |
| гм  | Любомир Любоєвич    | 2590 | Югославія | 1950  | турнір 11-ї зони                                                                  |
| гм  | Геннадій Кузьмін    | 2565 | СРСР      | 1946  | зональний турнір СРСР 1978                                                        |
| гм  | Ентоні Майлз        | 2560 | Англія    | 1955  | турнір 1-ї зони                                                                   |
| гм  | Олег Романишин      | 2560 | СРСР      | 1952  | як призер зонального турніру СРСР 1978 року замінив В. Горта (Чехословаччина)     |
| гм  | Віталій Цешковський | 2560 | СРСР      | 1944  | зональний турнір СРСР 1978                                                        |
| гм  | Флорін Ґеорґіу      | 2540 | Румунія   | 1944  | турнір 3-ї зони                                                                   |
| гм  | Андраш Адор'ян      | 2525 | Угорщина  | 1950  | турнір 3-ї зони                                                                   |
| гм  | Джеймс Тарджан      | 2525 | США       | 1952  | чемпіонат США 1978 (водночас зональний турнір)                                    |
| мм  | Едмар Медніс        | 2510 | США       | 1937  | як призер чемпіонату (зонального турніру) США 1978 року замінив Л. Кавалека (США) |
| мм  | Герман ван Рімсдейк | 2435 | Бразилія  | 1948  | турнір 8-ї зони                                                                   |
| мм  | Єгуда Ґрюнфельд     | 2430 | Ізраїль   | 1956  | турнір 2-ї зони                                                                   |
| мм  | Слім Буазіз         | 2420 | Туніс     | 1950  | турнір 11-ї зони                                                                  |
| мм  | Франсіско Тройс     | 2415 | Бразилія  | 1946  | турнір 8-ї зони                                                                   |
| мм  | Рубен Родріґес      | 2370 | Філіппіни | 1946  | турнір 10-ї зони                                                                  |

Не змогли приїхати
| Зв. | Гравець         | Ело  | Країна         | Р. н. | Причина; хто замінив                   |
| --- | --------------- | ---- | -------------- | ----- | -------------------------------------- |
| гм  | Властіміл Горт  | 2600 | Чехословаччина | 1944  | хвороба; його замінив Олег Романишин   |
| гм  | Любомир Кавалек | 2590 | США            | 1943  | травма ноги; його замінив Едмар Медніс |
| гм  | Роман Ернандес  | 2500 | Куба           | 1949  | сімейні обставини                      |

## Перебіг
отримала приз найкрасивішої на турнірі
|   | a | b | c | d | e | f | g | h |   |
| 8 | c8 чорний король · d8 чорна тура · f8 чорна тура · a7 чорний пішак · b7 чорний пішак · e7 чорний пішак · g7 чорний слон · c6 чорний кінь · e6 чорний пішак · h6 чорний пішак · b5 білий кінь · c4 чорний ферзь · e4 білий пішак · g4 чорний пішак · h4 білий кінь · d3 чорний кінь · e3 білий ферзь · g3 білий пішак · a2 білий пішак · d2 білий пішак · f2 білий пішак · g2 білий король · h2 білий пішак · b1 біла тура · c1 білий слон · f1 біла тура | c8 чорний король · d8 чорна тура · f8 чорна тура · a7 чорний пішак · b7 чорний пішак · e7 чорний пішак · g7 чорний слон · c6 чорний кінь · e6 чорний пішак · h6 чорний пішак · b5 білий кінь · c4 чорний ферзь · e4 білий пішак · g4 чорний пішак · h4 білий кінь · d3 чорний кінь · e3 білий ферзь · g3 білий пішак · a2 білий пішак · d2 білий пішак · f2 білий пішак · g2 білий король · h2 білий пішак · b1 біла тура · c1 білий слон · f1 біла тура | c8 чорний король · d8 чорна тура · f8 чорна тура · a7 чорний пішак · b7 чорний пішак · e7 чорний пішак · g7 чорний слон · c6 чорний кінь · e6 чорний пішак · h6 чорний пішак · b5 білий кінь · c4 чорний ферзь · e4 білий пішак · g4 чорний пішак · h4 білий кінь · d3 чорний кінь · e3 білий ферзь · g3 білий пішак · a2 білий пішак · d2 білий пішак · f2 білий пішак · g2 білий король · h2 білий пішак · b1 біла тура · c1 білий слон · f1 біла тура | c8 чорний король · d8 чорна тура · f8 чорна тура · a7 чорний пішак · b7 чорний пішак · e7 чорний пішак · g7 чорний слон · c6 чорний кінь · e6 чорний пішак · h6 чорний пішак · b5 білий кінь · c4 чорний ферзь · e4 білий пішак · g4 чорний пішак · h4 білий кінь · d3 чорний кінь · e3 білий ферзь · g3 білий пішак · a2 білий пішак · d2 білий пішак · f2 білий пішак · g2 білий король · h2 білий пішак · b1 біла тура · c1 білий слон · f1 біла тура | c8 чорний король · d8 чорна тура · f8 чорна тура · a7 чорний пішак · b7 чорний пішак · e7 чорний пішак · g7 чорний слон · c6 чорний кінь · e6 чорний пішак · h6 чорний пішак · b5 білий кінь · c4 чорний ферзь · e4 білий пішак · g4 чорний пішак · h4 білий кінь · d3 чорний кінь · e3 білий ферзь · g3 білий пішак · a2 білий пішак · d2 білий пішак · f2 білий пішак · g2 білий король · h2 білий пішак · b1 біла тура · c1 білий слон · f1 біла тура | c8 чорний король · d8 чорна тура · f8 чорна тура · a7 чорний пішак · b7 чорний пішак · e7 чорний пішак · g7 чорний слон · c6 чорний кінь · e6 чорний пішак · h6 чорний пішак · b5 білий кінь · c4 чорний ферзь · e4 білий пішак · g4 чорний пішак · h4 білий кінь · d3 чорний кінь · e3 білий ферзь · g3 білий пішак · a2 білий пішак · d2 білий пішак · f2 білий пішак · g2 білий король · h2 білий пішак · b1 біла тура · c1 білий слон · f1 біла тура | c8 чорний король · d8 чорна тура · f8 чорна тура · a7 чорний пішак · b7 чорний пішак · e7 чорний пішак · g7 чорний слон · c6 чорний кінь · e6 чорний пішак · h6 чорний пішак · b5 білий кінь · c4 чорний ферзь · e4 білий пішак · g4 чорний пішак · h4 білий кінь · d3 чорний кінь · e3 білий ферзь · g3 білий пішак · a2 білий пішак · d2 білий пішак · f2 білий пішак · g2 білий король · h2 білий пішак · b1 біла тура · c1 білий слон · f1 біла тура | c8 чорний король · d8 чорна тура · f8 чорна тура · a7 чорний пішак · b7 чорний пішак · e7 чорний пішак · g7 чорний слон · c6 чорний кінь · e6 чорний пішак · h6 чорний пішак · b5 білий кінь · c4 чорний ферзь · e4 білий пішак · g4 чорний пішак · h4 білий кінь · d3 чорний кінь · e3 білий ферзь · g3 білий пішак · a2 білий пішак · d2 білий пішак · f2 білий пішак · g2 білий король · h2 білий пішак · b1 біла тура · c1 білий слон · f1 біла тура | 8 |
| 7 | c8 чорний король · d8 чорна тура · f8 чорна тура · a7 чорний пішак · b7 чорний пішак · e7 чорний пішак · g7 чорний слон · c6 чорний кінь · e6 чорний пішак · h6 чорний пішак · b5 білий кінь · c4 чорний ферзь · e4 білий пішак · g4 чорний пішак · h4 білий кінь · d3 чорний кінь · e3 білий ферзь · g3 білий пішак · a2 білий пішак · d2 білий пішак · f2 білий пішак · g2 білий король · h2 білий пішак · b1 біла тура · c1 білий слон · f1 біла тура | c8 чорний король · d8 чорна тура · f8 чорна тура · a7 чорний пішак · b7 чорний пішак · e7 чорний пішак · g7 чорний слон · c6 чорний кінь · e6 чорний пішак · h6 чорний пішак · b5 білий кінь · c4 чорний ферзь · e4 білий пішак · g4 чорний пішак · h4 білий кінь · d3 чорний кінь · e3 білий ферзь · g3 білий пішак · a2 білий пішак · d2 білий пішак · f2 білий пішак · g2 білий король · h2 білий пішак · b1 біла тура · c1 білий слон · f1 біла тура | c8 чорний король · d8 чорна тура · f8 чорна тура · a7 чорний пішак · b7 чорний пішак · e7 чорний пішак · g7 чорний слон · c6 чорний кінь · e6 чорний пішак · h6 чорний пішак · b5 білий кінь · c4 чорний ферзь · e4 білий пішак · g4 чорний пішак · h4 білий кінь · d3 чорний кінь · e3 білий ферзь · g3 білий пішак · a2 білий пішак · d2 білий пішак · f2 білий пішак · g2 білий король · h2 білий пішак · b1 біла тура · c1 білий слон · f1 біла тура | c8 чорний король · d8 чорна тура · f8 чорна тура · a7 чорний пішак · b7 чорний пішак · e7 чорний пішак · g7 чорний слон · c6 чорний кінь · e6 чорний пішак · h6 чорний пішак · b5 білий кінь · c4 чорний ферзь · e4 білий пішак · g4 чорний пішак · h4 білий кінь · d3 чорний кінь · e3 білий ферзь · g3 білий пішак · a2 білий пішак · d2 білий пішак · f2 білий пішак · g2 білий король · h2 білий пішак · b1 біла тура · c1 білий слон · f1 біла тура | c8 чорний король · d8 чорна тура · f8 чорна тура · a7 чорний пішак · b7 чорний пішак · e7 чорний пішак · g7 чорний слон · c6 чорний кінь · e6 чорний пішак · h6 чорний пішак · b5 білий кінь · c4 чорний ферзь · e4 білий пішак · g4 чорний пішак · h4 білий кінь · d3 чорний кінь · e3 білий ферзь · g3 білий пішак · a2 білий пішак · d2 білий пішак · f2 білий пішак · g2 білий король · h2 білий пішак · b1 біла тура · c1 білий слон · f1 біла тура | c8 чорний король · d8 чорна тура · f8 чорна тура · a7 чорний пішак · b7 чорний пішак · e7 чорний пішак · g7 чорний слон · c6 чорний кінь · e6 чорний пішак · h6 чорний пішак · b5 білий кінь · c4 чорний ферзь · e4 білий пішак · g4 чорний пішак · h4 білий кінь · d3 чорний кінь · e3 білий ферзь · g3 білий пішак · a2 білий пішак · d2 білий пішак · f2 білий пішак · g2 білий король · h2 білий пішак · b1 біла тура · c1 білий слон · f1 біла тура | c8 чорний король · d8 чорна тура · f8 чорна тура · a7 чорний пішак · b7 чорний пішак · e7 чорний пішак · g7 чорний слон · c6 чорний кінь · e6 чорний пішак · h6 чорний пішак · b5 білий кінь · c4 чорний ферзь · e4 білий пішак · g4 чорний пішак · h4 білий кінь · d3 чорний кінь · e3 білий ферзь · g3 білий пішак · a2 білий пішак · d2 білий пішак · f2 білий пішак · g2 білий король · h2 білий пішак · b1 біла тура · c1 білий слон · f1 біла тура | c8 чорний король · d8 чорна тура · f8 чорна тура · a7 чорний пішак · b7 чорний пішак · e7 чорний пішак · g7 чорний слон · c6 чорний кінь · e6 чорний пішак · h6 чорний пішак · b5 білий кінь · c4 чорний ферзь · e4 білий пішак · g4 чорний пішак · h4 білий кінь · d3 чорний кінь · e3 білий ферзь · g3 білий пішак · a2 білий пішак · d2 білий пішак · f2 білий пішак · g2 білий король · h2 білий пішак · b1 біла тура · c1 білий слон · f1 біла тура | 7 |
| 6 | c8 чорний король · d8 чорна тура · f8 чорна тура · a7 чорний пішак · b7 чорний пішак · e7 чорний пішак · g7 чорний слон · c6 чорний кінь · e6 чорний пішак · h6 чорний пішак · b5 білий кінь · c4 чорний ферзь · e4 білий пішак · g4 чорний пішак · h4 білий кінь · d3 чорний кінь · e3 білий ферзь · g3 білий пішак · a2 білий пішак · d2 білий пішак · f2 білий пішак · g2 білий король · h2 білий пішак · b1 біла тура · c1 білий слон · f1 біла тура | c8 чорний король · d8 чорна тура · f8 чорна тура · a7 чорний пішак · b7 чорний пішак · e7 чорний пішак · g7 чорний слон · c6 чорний кінь · e6 чорний пішак · h6 чорний пішак · b5 білий кінь · c4 чорний ферзь · e4 білий пішак · g4 чорний пішак · h4 білий кінь · d3 чорний кінь · e3 білий ферзь · g3 білий пішак · a2 білий пішак · d2 білий пішак · f2 білий пішак · g2 білий король · h2 білий пішак · b1 біла тура · c1 білий слон · f1 біла тура | c8 чорний король · d8 чорна тура · f8 чорна тура · a7 чорний пішак · b7 чорний пішак · e7 чорний пішак · g7 чорний слон · c6 чорний кінь · e6 чорний пішак · h6 чорний пішак · b5 білий кінь · c4 чорний ферзь · e4 білий пішак · g4 чорний пішак · h4 білий кінь · d3 чорний кінь · e3 білий ферзь · g3 білий пішак · a2 білий пішак · d2 білий пішак · f2 білий пішак · g2 білий король · h2 білий пішак · b1 біла тура · c1 білий слон · f1 біла тура | c8 чорний король · d8 чорна тура · f8 чорна тура · a7 чорний пішак · b7 чорний пішак · e7 чорний пішак · g7 чорний слон · c6 чорний кінь · e6 чорний пішак · h6 чорний пішак · b5 білий кінь · c4 чорний ферзь · e4 білий пішак · g4 чорний пішак · h4 білий кінь · d3 чорний кінь · e3 білий ферзь · g3 білий пішак · a2 білий пішак · d2 білий пішак · f2 білий пішак · g2 білий король · h2 білий пішак · b1 біла тура · c1 білий слон · f1 біла тура | c8 чорний король · d8 чорна тура · f8 чорна тура · a7 чорний пішак · b7 чорний пішак · e7 чорний пішак · g7 чорний слон · c6 чорний кінь · e6 чорний пішак · h6 чорний пішак · b5 білий кінь · c4 чорний ферзь · e4 білий пішак · g4 чорний пішак · h4 білий кінь · d3 чорний кінь · e3 білий ферзь · g3 білий пішак · a2 білий пішак · d2 білий пішак · f2 білий пішак · g2 білий король · h2 білий пішак · b1 біла тура · c1 білий слон · f1 біла тура | c8 чорний король · d8 чорна тура · f8 чорна тура · a7 чорний пішак · b7 чорний пішак · e7 чорний пішак · g7 чорний слон · c6 чорний кінь · e6 чорний пішак · h6 чорний пішак · b5 білий кінь · c4 чорний ферзь · e4 білий пішак · g4 чорний пішак · h4 білий кінь · d3 чорний кінь · e3 білий ферзь · g3 білий пішак · a2 білий пішак · d2 білий пішак · f2 білий пішак · g2 білий король · h2 білий пішак · b1 біла тура · c1 білий слон · f1 біла тура | c8 чорний король · d8 чорна тура · f8 чорна тура · a7 чорний пішак · b7 чорний пішак · e7 чорний пішак · g7 чорний слон · c6 чорний кінь · e6 чорний пішак · h6 чорний пішак · b5 білий кінь · c4 чорний ферзь · e4 білий пішак · g4 чорний пішак · h4 білий кінь · d3 чорний кінь · e3 білий ферзь · g3 білий пішак · a2 білий пішак · d2 білий пішак · f2 білий пішак · g2 білий король · h2 білий пішак · b1 біла тура · c1 білий слон · f1 біла тура | c8 чорний король · d8 чорна тура · f8 чорна тура · a7 чорний пішак · b7 чорний пішак · e7 чорний пішак · g7 чорний слон · c6 чорний кінь · e6 чорний пішак · h6 чорний пішак · b5 білий кінь · c4 чорний ферзь · e4 білий пішак · g4 чорний пішак · h4 білий кінь · d3 чорний кінь · e3 білий ферзь · g3 білий пішак · a2 білий пішак · d2 білий пішак · f2 білий пішак · g2 білий король · h2 білий пішак · b1 біла тура · c1 білий слон · f1 біла тура | 6 |
| 5 | c8 чорний король · d8 чорна тура · f8 чорна тура · a7 чорний пішак · b7 чорний пішак · e7 чорний пішак · g7 чорний слон · c6 чорний кінь · e6 чорний пішак · h6 чорний пішак · b5 білий кінь · c4 чорний ферзь · e4 білий пішак · g4 чорний пішак · h4 білий кінь · d3 чорний кінь · e3 білий ферзь · g3 білий пішак · a2 білий пішак · d2 білий пішак · f2 білий пішак · g2 білий король · h2 білий пішак · b1 біла тура · c1 білий слон · f1 біла тура | c8 чорний король · d8 чорна тура · f8 чорна тура · a7 чорний пішак · b7 чорний пішак · e7 чорний пішак · g7 чорний слон · c6 чорний кінь · e6 чорний пішак · h6 чорний пішак · b5 білий кінь · c4 чорний ферзь · e4 білий пішак · g4 чорний пішак · h4 білий кінь · d3 чорний кінь · e3 білий ферзь · g3 білий пішак · a2 білий пішак · d2 білий пішак · f2 білий пішак · g2 білий король · h2 білий пішак · b1 біла тура · c1 білий слон · f1 біла тура | c8 чорний король · d8 чорна тура · f8 чорна тура · a7 чорний пішак · b7 чорний пішак · e7 чорний пішак · g7 чорний слон · c6 чорний кінь · e6 чорний пішак · h6 чорний пішак · b5 білий кінь · c4 чорний ферзь · e4 білий пішак · g4 чорний пішак · h4 білий кінь · d3 чорний кінь · e3 білий ферзь · g3 білий пішак · a2 білий пішак · d2 білий пішак · f2 білий пішак · g2 білий король · h2 білий пішак · b1 біла тура · c1 білий слон · f1 біла тура | c8 чорний король · d8 чорна тура · f8 чорна тура · a7 чорний пішак · b7 чорний пішак · e7 чорний пішак · g7 чорний слон · c6 чорний кінь · e6 чорний пішак · h6 чорний пішак · b5 білий кінь · c4 чорний ферзь · e4 білий пішак · g4 чорний пішак · h4 білий кінь · d3 чорний кінь · e3 білий ферзь · g3 білий пішак · a2 білий пішак · d2 білий пішак · f2 білий пішак · g2 білий король · h2 білий пішак · b1 біла тура · c1 білий слон · f1 біла тура | c8 чорний король · d8 чорна тура · f8 чорна тура · a7 чорний пішак · b7 чорний пішак · e7 чорний пішак · g7 чорний слон · c6 чорний кінь · e6 чорний пішак · h6 чорний пішак · b5 білий кінь · c4 чорний ферзь · e4 білий пішак · g4 чорний пішак · h4 білий кінь · d3 чорний кінь · e3 білий ферзь · g3 білий пішак · a2 білий пішак · d2 білий пішак · f2 білий пішак · g2 білий король · h2 білий пішак · b1 біла тура · c1 білий слон · f1 біла тура | c8 чорний король · d8 чорна тура · f8 чорна тура · a7 чорний пішак · b7 чорний пішак · e7 чорний пішак · g7 чорний слон · c6 чорний кінь · e6 чорний пішак · h6 чорний пішак · b5 білий кінь · c4 чорний ферзь · e4 білий пішак · g4 чорний пішак · h4 білий кінь · d3 чорний кінь · e3 білий ферзь · g3 білий пішак · a2 білий пішак · d2 білий пішак · f2 білий пішак · g2 білий король · h2 білий пішак · b1 біла тура · c1 білий слон · f1 біла тура | c8 чорний король · d8 чорна тура · f8 чорна тура · a7 чорний пішак · b7 чорний пішак · e7 чорний пішак · g7 чорний слон · c6 чорний кінь · e6 чорний пішак · h6 чорний пішак · b5 білий кінь · c4 чорний ферзь · e4 білий пішак · g4 чорний пішак · h4 білий кінь · d3 чорний кінь · e3 білий ферзь · g3 білий пішак · a2 білий пішак · d2 білий пішак · f2 білий пішак · g2 білий король · h2 білий пішак · b1 біла тура · c1 білий слон · f1 біла тура | c8 чорний король · d8 чорна тура · f8 чорна тура · a7 чорний пішак · b7 чорний пішак · e7 чорний пішак · g7 чорний слон · c6 чорний кінь · e6 чорний пішак · h6 чорний пішак · b5 білий кінь · c4 чорний ферзь · e4 білий пішак · g4 чорний пішак · h4 білий кінь · d3 чорний кінь · e3 білий ферзь · g3 білий пішак · a2 білий пішак · d2 білий пішак · f2 білий пішак · g2 білий король · h2 білий пішак · b1 біла тура · c1 білий слон · f1 біла тура | 5 |
| 4 | c8 чорний король · d8 чорна тура · f8 чорна тура · a7 чорний пішак · b7 чорний пішак · e7 чорний пішак · g7 чорний слон · c6 чорний кінь · e6 чорний пішак · h6 чорний пішак · b5 білий кінь · c4 чорний ферзь · e4 білий пішак · g4 чорний пішак · h4 білий кінь · d3 чорний кінь · e3 білий ферзь · g3 білий пішак · a2 білий пішак · d2 білий пішак · f2 білий пішак · g2 білий король · h2 білий пішак · b1 біла тура · c1 білий слон · f1 біла тура | c8 чорний король · d8 чорна тура · f8 чорна тура · a7 чорний пішак · b7 чорний пішак · e7 чорний пішак · g7 чорний слон · c6 чорний кінь · e6 чорний пішак · h6 чорний пішак · b5 білий кінь · c4 чорний ферзь · e4 білий пішак · g4 чорний пішак · h4 білий кінь · d3 чорний кінь · e3 білий ферзь · g3 білий пішак · a2 білий пішак · d2 білий пішак · f2 білий пішак · g2 білий король · h2 білий пішак · b1 біла тура · c1 білий слон · f1 біла тура | c8 чорний король · d8 чорна тура · f8 чорна тура · a7 чорний пішак · b7 чорний пішак · e7 чорний пішак · g7 чорний слон · c6 чорний кінь · e6 чорний пішак · h6 чорний пішак · b5 білий кінь · c4 чорний ферзь · e4 білий пішак · g4 чорний пішак · h4 білий кінь · d3 чорний кінь · e3 білий ферзь · g3 білий пішак · a2 білий пішак · d2 білий пішак · f2 білий пішак · g2 білий король · h2 білий пішак · b1 біла тура · c1 білий слон · f1 біла тура | c8 чорний король · d8 чорна тура · f8 чорна тура · a7 чорний пішак · b7 чорний пішак · e7 чорний пішак · g7 чорний слон · c6 чорний кінь · e6 чорний пішак · h6 чорний пішак · b5 білий кінь · c4 чорний ферзь · e4 білий пішак · g4 чорний пішак · h4 білий кінь · d3 чорний кінь · e3 білий ферзь · g3 білий пішак · a2 білий пішак · d2 білий пішак · f2 білий пішак · g2 білий король · h2 білий пішак · b1 біла тура · c1 білий слон · f1 біла тура | c8 чорний король · d8 чорна тура · f8 чорна тура · a7 чорний пішак · b7 чорний пішак · e7 чорний пішак · g7 чорний слон · c6 чорний кінь · e6 чорний пішак · h6 чорний пішак · b5 білий кінь · c4 чорний ферзь · e4 білий пішак · g4 чорний пішак · h4 білий кінь · d3 чорний кінь · e3 білий ферзь · g3 білий пішак · a2 білий пішак · d2 білий пішак · f2 білий пішак · g2 білий король · h2 білий пішак · b1 біла тура · c1 білий слон · f1 біла тура | c8 чорний король · d8 чорна тура · f8 чорна тура · a7 чорний пішак · b7 чорний пішак · e7 чорний пішак · g7 чорний слон · c6 чорний кінь · e6 чорний пішак · h6 чорний пішак · b5 білий кінь · c4 чорний ферзь · e4 білий пішак · g4 чорний пішак · h4 білий кінь · d3 чорний кінь · e3 білий ферзь · g3 білий пішак · a2 білий пішак · d2 білий пішак · f2 білий пішак · g2 білий король · h2 білий пішак · b1 біла тура · c1 білий слон · f1 біла тура | c8 чорний король · d8 чорна тура · f8 чорна тура · a7 чорний пішак · b7 чорний пішак · e7 чорний пішак · g7 чорний слон · c6 чорний кінь · e6 чорний пішак · h6 чорний пішак · b5 білий кінь · c4 чорний ферзь · e4 білий пішак · g4 чорний пішак · h4 білий кінь · d3 чорний кінь · e3 білий ферзь · g3 білий пішак · a2 білий пішак · d2 білий пішак · f2 білий пішак · g2 білий король · h2 білий пішак · b1 біла тура · c1 білий слон · f1 біла тура | c8 чорний король · d8 чорна тура · f8 чорна тура · a7 чорний пішак · b7 чорний пішак · e7 чорний пішак · g7 чорний слон · c6 чорний кінь · e6 чорний пішак · h6 чорний пішак · b5 білий кінь · c4 чорний ферзь · e4 білий пішак · g4 чорний пішак · h4 білий кінь · d3 чорний кінь · e3 білий ферзь · g3 білий пішак · a2 білий пішак · d2 білий пішак · f2 білий пішак · g2 білий король · h2 білий пішак · b1 біла тура · c1 білий слон · f1 біла тура | 4 |
| 3 | c8 чорний король · d8 чорна тура · f8 чорна тура · a7 чорний пішак · b7 чорний пішак · e7 чорний пішак · g7 чорний слон · c6 чорний кінь · e6 чорний пішак · h6 чорний пішак · b5 білий кінь · c4 чорний ферзь · e4 білий пішак · g4 чорний пішак · h4 білий кінь · d3 чорний кінь · e3 білий ферзь · g3 білий пішак · a2 білий пішак · d2 білий пішак · f2 білий пішак · g2 білий король · h2 білий пішак · b1 біла тура · c1 білий слон · f1 біла тура | c8 чорний король · d8 чорна тура · f8 чорна тура · a7 чорний пішак · b7 чорний пішак · e7 чорний пішак · g7 чорний слон · c6 чорний кінь · e6 чорний пішак · h6 чорний пішак · b5 білий кінь · c4 чорний ферзь · e4 білий пішак · g4 чорний пішак · h4 білий кінь · d3 чорний кінь · e3 білий ферзь · g3 білий пішак · a2 білий пішак · d2 білий пішак · f2 білий пішак · g2 білий король · h2 білий пішак · b1 біла тура · c1 білий слон · f1 біла тура | c8 чорний король · d8 чорна тура · f8 чорна тура · a7 чорний пішак · b7 чорний пішак · e7 чорний пішак · g7 чорний слон · c6 чорний кінь · e6 чорний пішак · h6 чорний пішак · b5 білий кінь · c4 чорний ферзь · e4 білий пішак · g4 чорний пішак · h4 білий кінь · d3 чорний кінь · e3 білий ферзь · g3 білий пішак · a2 білий пішак · d2 білий пішак · f2 білий пішак · g2 білий король · h2 білий пішак · b1 біла тура · c1 білий слон · f1 біла тура | c8 чорний король · d8 чорна тура · f8 чорна тура · a7 чорний пішак · b7 чорний пішак · e7 чорний пішак · g7 чорний слон · c6 чорний кінь · e6 чорний пішак · h6 чорний пішак · b5 білий кінь · c4 чорний ферзь · e4 білий пішак · g4 чорний пішак · h4 білий кінь · d3 чорний кінь · e3 білий ферзь · g3 білий пішак · a2 білий пішак · d2 білий пішак · f2 білий пішак · g2 білий король · h2 білий пішак · b1 біла тура · c1 білий слон · f1 біла тура | c8 чорний король · d8 чорна тура · f8 чорна тура · a7 чорний пішак · b7 чорний пішак · e7 чорний пішак · g7 чорний слон · c6 чорний кінь · e6 чорний пішак · h6 чорний пішак · b5 білий кінь · c4 чорний ферзь · e4 білий пішак · g4 чорний пішак · h4 білий кінь · d3 чорний кінь · e3 білий ферзь · g3 білий пішак · a2 білий пішак · d2 білий пішак · f2 білий пішак · g2 білий король · h2 білий пішак · b1 біла тура · c1 білий слон · f1 біла тура | c8 чорний король · d8 чорна тура · f8 чорна тура · a7 чорний пішак · b7 чорний пішак · e7 чорний пішак · g7 чорний слон · c6 чорний кінь · e6 чорний пішак · h6 чорний пішак · b5 білий кінь · c4 чорний ферзь · e4 білий пішак · g4 чорний пішак · h4 білий кінь · d3 чорний кінь · e3 білий ферзь · g3 білий пішак · a2 білий пішак · d2 білий пішак · f2 білий пішак · g2 білий король · h2 білий пішак · b1 біла тура · c1 білий слон · f1 біла тура | c8 чорний король · d8 чорна тура · f8 чорна тура · a7 чорний пішак · b7 чорний пішак · e7 чорний пішак · g7 чорний слон · c6 чорний кінь · e6 чорний пішак · h6 чорний пішак · b5 білий кінь · c4 чорний ферзь · e4 білий пішак · g4 чорний пішак · h4 білий кінь · d3 чорний кінь · e3 білий ферзь · g3 білий пішак · a2 білий пішак · d2 білий пішак · f2 білий пішак · g2 білий король · h2 білий пішак · b1 біла тура · c1 білий слон · f1 біла тура | c8 чорний король · d8 чорна тура · f8 чорна тура · a7 чорний пішак · b7 чорний пішак · e7 чорний пішак · g7 чорний слон · c6 чорний кінь · e6 чорний пішак · h6 чорний пішак · b5 білий кінь · c4 чорний ферзь · e4 білий пішак · g4 чорний пішак · h4 білий кінь · d3 чорний кінь · e3 білий ферзь · g3 білий пішак · a2 білий пішак · d2 білий пішак · f2 білий пішак · g2 білий король · h2 білий пішак · b1 біла тура · c1 білий слон · f1 біла тура | 3 |
| 2 | c8 чорний король · d8 чорна тура · f8 чорна тура · a7 чорний пішак · b7 чорний пішак · e7 чорний пішак · g7 чорний слон · c6 чорний кінь · e6 чорний пішак · h6 чорний пішак · b5 білий кінь · c4 чорний ферзь · e4 білий пішак · g4 чорний пішак · h4 білий кінь · d3 чорний кінь · e3 білий ферзь · g3 білий пішак · a2 білий пішак · d2 білий пішак · f2 білий пішак · g2 білий король · h2 білий пішак · b1 біла тура · c1 білий слон · f1 біла тура | c8 чорний король · d8 чорна тура · f8 чорна тура · a7 чорний пішак · b7 чорний пішак · e7 чорний пішак · g7 чорний слон · c6 чорний кінь · e6 чорний пішак · h6 чорний пішак · b5 білий кінь · c4 чорний ферзь · e4 білий пішак · g4 чорний пішак · h4 білий кінь · d3 чорний кінь · e3 білий ферзь · g3 білий пішак · a2 білий пішак · d2 білий пішак · f2 білий пішак · g2 білий король · h2 білий пішак · b1 біла тура · c1 білий слон · f1 біла тура | c8 чорний король · d8 чорна тура · f8 чорна тура · a7 чорний пішак · b7 чорний пішак · e7 чорний пішак · g7 чорний слон · c6 чорний кінь · e6 чорний пішак · h6 чорний пішак · b5 білий кінь · c4 чорний ферзь · e4 білий пішак · g4 чорний пішак · h4 білий кінь · d3 чорний кінь · e3 білий ферзь · g3 білий пішак · a2 білий пішак · d2 білий пішак · f2 білий пішак · g2 білий король · h2 білий пішак · b1 біла тура · c1 білий слон · f1 біла тура | c8 чорний король · d8 чорна тура · f8 чорна тура · a7 чорний пішак · b7 чорний пішак · e7 чорний пішак · g7 чорний слон · c6 чорний кінь · e6 чорний пішак · h6 чорний пішак · b5 білий кінь · c4 чорний ферзь · e4 білий пішак · g4 чорний пішак · h4 білий кінь · d3 чорний кінь · e3 білий ферзь · g3 білий пішак · a2 білий пішак · d2 білий пішак · f2 білий пішак · g2 білий король · h2 білий пішак · b1 біла тура · c1 білий слон · f1 біла тура | c8 чорний король · d8 чорна тура · f8 чорна тура · a7 чорний пішак · b7 чорний пішак · e7 чорний пішак · g7 чорний слон · c6 чорний кінь · e6 чорний пішак · h6 чорний пішак · b5 білий кінь · c4 чорний ферзь · e4 білий пішак · g4 чорний пішак · h4 білий кінь · d3 чорний кінь · e3 білий ферзь · g3 білий пішак · a2 білий пішак · d2 білий пішак · f2 білий пішак · g2 білий король · h2 білий пішак · b1 біла тура · c1 білий слон · f1 біла тура | c8 чорний король · d8 чорна тура · f8 чорна тура · a7 чорний пішак · b7 чорний пішак · e7 чорний пішак · g7 чорний слон · c6 чорний кінь · e6 чорний пішак · h6 чорний пішак · b5 білий кінь · c4 чорний ферзь · e4 білий пішак · g4 чорний пішак · h4 білий кінь · d3 чорний кінь · e3 білий ферзь · g3 білий пішак · a2 білий пішак · d2 білий пішак · f2 білий пішак · g2 білий король · h2 білий пішак · b1 біла тура · c1 білий слон · f1 біла тура | c8 чорний король · d8 чорна тура · f8 чорна тура · a7 чорний пішак · b7 чорний пішак · e7 чорний пішак · g7 чорний слон · c6 чорний кінь · e6 чорний пішак · h6 чорний пішак · b5 білий кінь · c4 чорний ферзь · e4 білий пішак · g4 чорний пішак · h4 білий кінь · d3 чорний кінь · e3 білий ферзь · g3 білий пішак · a2 білий пішак · d2 білий пішак · f2 білий пішак · g2 білий король · h2 білий пішак · b1 біла тура · c1 білий слон · f1 біла тура | c8 чорний король · d8 чорна тура · f8 чорна тура · a7 чорний пішак · b7 чорний пішак · e7 чорний пішак · g7 чорний слон · c6 чорний кінь · e6 чорний пішак · h6 чорний пішак · b5 білий кінь · c4 чорний ферзь · e4 білий пішак · g4 чорний пішак · h4 білий кінь · d3 чорний кінь · e3 білий ферзь · g3 білий пішак · a2 білий пішак · d2 білий пішак · f2 білий пішак · g2 білий король · h2 білий пішак · b1 біла тура · c1 білий слон · f1 біла тура | 2 |
| 1 | c8 чорний король · d8 чорна тура · f8 чорна тура · a7 чорний пішак · b7 чорний пішак · e7 чорний пішак · g7 чорний слон · c6 чорний кінь · e6 чорний пішак · h6 чорний пішак · b5 білий кінь · c4 чорний ферзь · e4 білий пішак · g4 чорний пішак · h4 білий кінь · d3 чорний кінь · e3 білий ферзь · g3 білий пішак · a2 білий пішак · d2 білий пішак · f2 білий пішак · g2 білий король · h2 білий пішак · b1 біла тура · c1 білий слон · f1 біла тура | c8 чорний король · d8 чорна тура · f8 чорна тура · a7 чорний пішак · b7 чорний пішак · e7 чорний пішак · g7 чорний слон · c6 чорний кінь · e6 чорний пішак · h6 чорний пішак · b5 білий кінь · c4 чорний ферзь · e4 білий пішак · g4 чорний пішак · h4 білий кінь · d3 чорний кінь · e3 білий ферзь · g3 білий пішак · a2 білий пішак · d2 білий пішак · f2 білий пішак · g2 білий король · h2 білий пішак · b1 біла тура · c1 білий слон · f1 біла тура | c8 чорний король · d8 чорна тура · f8 чорна тура · a7 чорний пішак · b7 чорний пішак · e7 чорний пішак · g7 чорний слон · c6 чорний кінь · e6 чорний пішак · h6 чорний пішак · b5 білий кінь · c4 чорний ферзь · e4 білий пішак · g4 чорний пішак · h4 білий кінь · d3 чорний кінь · e3 білий ферзь · g3 білий пішак · a2 білий пішак · d2 білий пішак · f2 білий пішак · g2 білий король · h2 білий пішак · b1 біла тура · c1 білий слон · f1 біла тура | c8 чорний король · d8 чорна тура · f8 чорна тура · a7 чорний пішак · b7 чорний пішак · e7 чорний пішак · g7 чорний слон · c6 чорний кінь · e6 чорний пішак · h6 чорний пішак · b5 білий кінь · c4 чорний ферзь · e4 білий пішак · g4 чорний пішак · h4 білий кінь · d3 чорний кінь · e3 білий ферзь · g3 білий пішак · a2 білий пішак · d2 білий пішак · f2 білий пішак · g2 білий король · h2 білий пішак · b1 біла тура · c1 білий слон · f1 біла тура | c8 чорний король · d8 чорна тура · f8 чорна тура · a7 чорний пішак · b7 чорний пішак · e7 чорний пішак · g7 чорний слон · c6 чорний кінь · e6 чорний пішак · h6 чорний пішак · b5 білий кінь · c4 чорний ферзь · e4 білий пішак · g4 чорний пішак · h4 білий кінь · d3 чорний кінь · e3 білий ферзь · g3 білий пішак · a2 білий пішак · d2 білий пішак · f2 білий пішак · g2 білий король · h2 білий пішак · b1 біла тура · c1 білий слон · f1 біла тура | c8 чорний король · d8 чорна тура · f8 чорна тура · a7 чорний пішак · b7 чорний пішак · e7 чорний пішак · g7 чорний слон · c6 чорний кінь · e6 чорний пішак · h6 чорний пішак · b5 білий кінь · c4 чорний ферзь · e4 білий пішак · g4 чорний пішак · h4 білий кінь · d3 чорний кінь · e3 білий ферзь · g3 білий пішак · a2 білий пішак · d2 білий пішак · f2 білий пішак · g2 білий король · h2 білий пішак · b1 біла тура · c1 білий слон · f1 біла тура | c8 чорний король · d8 чорна тура · f8 чорна тура · a7 чорний пішак · b7 чорний пішак · e7 чорний пішак · g7 чорний слон · c6 чорний кінь · e6 чорний пішак · h6 чорний пішак · b5 білий кінь · c4 чорний ферзь · e4 білий пішак · g4 чорний пішак · h4 білий кінь · d3 чорний кінь · e3 білий ферзь · g3 білий пішак · a2 білий пішак · d2 білий пішак · f2 білий пішак · g2 білий король · h2 білий пішак · b1 біла тура · c1 білий слон · f1 біла тура | c8 чорний король · d8 чорна тура · f8 чорна тура · a7 чорний пішак · b7 чорний пішак · e7 чорний пішак · g7 чорний слон · c6 чорний кінь · e6 чорний пішак · h6 чорний пішак · b5 білий кінь · c4 чорний ферзь · e4 білий пішак · g4 чорний пішак · h4 білий кінь · d3 чорний кінь · e3 білий ферзь · g3 білий пішак · a2 білий пішак · d2 білий пішак · f2 білий пішак · g2 білий король · h2 білий пішак · b1 біла тура · c1 білий слон · f1 біла тура | 1 |
|   | a | b | c | d | e | f | g | h |   |

1-й тур розпочався швидкою «гросмейстерською нічиєю» між Любоєвичем і Ларсеном (що нехарактерно для бойового стилю данця). Також поділом очок завершилися зустрічі Ріблі — Кузьмін і Ґеорґіу — Романишин. Таль білими переміг Цешковського.
У 2-у турі Ґеорґіу чорними обіграв Кузьміна, Ларсен швидко переграв ван Рімсдейка, Цешковський білими програв Майлзу, а в центральній партії дня Таль ефектно чорними переміг Полугаєвського. Тур видався дуже бойовим — нічию зафіксовано тільки в одній партії з дев'яти.
3-й тур: Таль переміг Романишина, Адор'ян чорними здолав Лобоєвича, Майлз білими поступився Полугаєвському в напруженій партії, яка, разом із дограванням, тривала понад 8 годин, а радянець Кузьмін сенсаційно програв бразильцю Тройсу.
У 4-у турі Ларсен переміг Ріблі, Кузьмін доволі швидко білими капітулював проти Таля, Романишин і Майлз зіграли внічию, а в партії Адор'ян (Угорщина) — Цешковський (СРСР) обоє шахістів грали з помилками, азартно й шанси терезів коливалися в різні сторони. Зрештою, переміг угорський гросмейстер.
5-й раунд змагань відзначився першою нічиєю лідера — Таль зіграв унічию з тунісцем Буазізом. У напруженій боротьбі очко поділили також Ґеорґіу та Ларсен. У середині партії румунський гросмейстер не помітив виграшного ходу, після якого позиція чорних стала би беззахисною. Після завершення турніру на питання, що йому найбільше запам'яталося на турнірі, він відповів: «Випустив в один хід перемогу над Ларсеном». Цешковський білими переміг Полугаєвського, а Романишин несподівано не зміг здолати Родріґеса, який замикав таблицю (нічия).

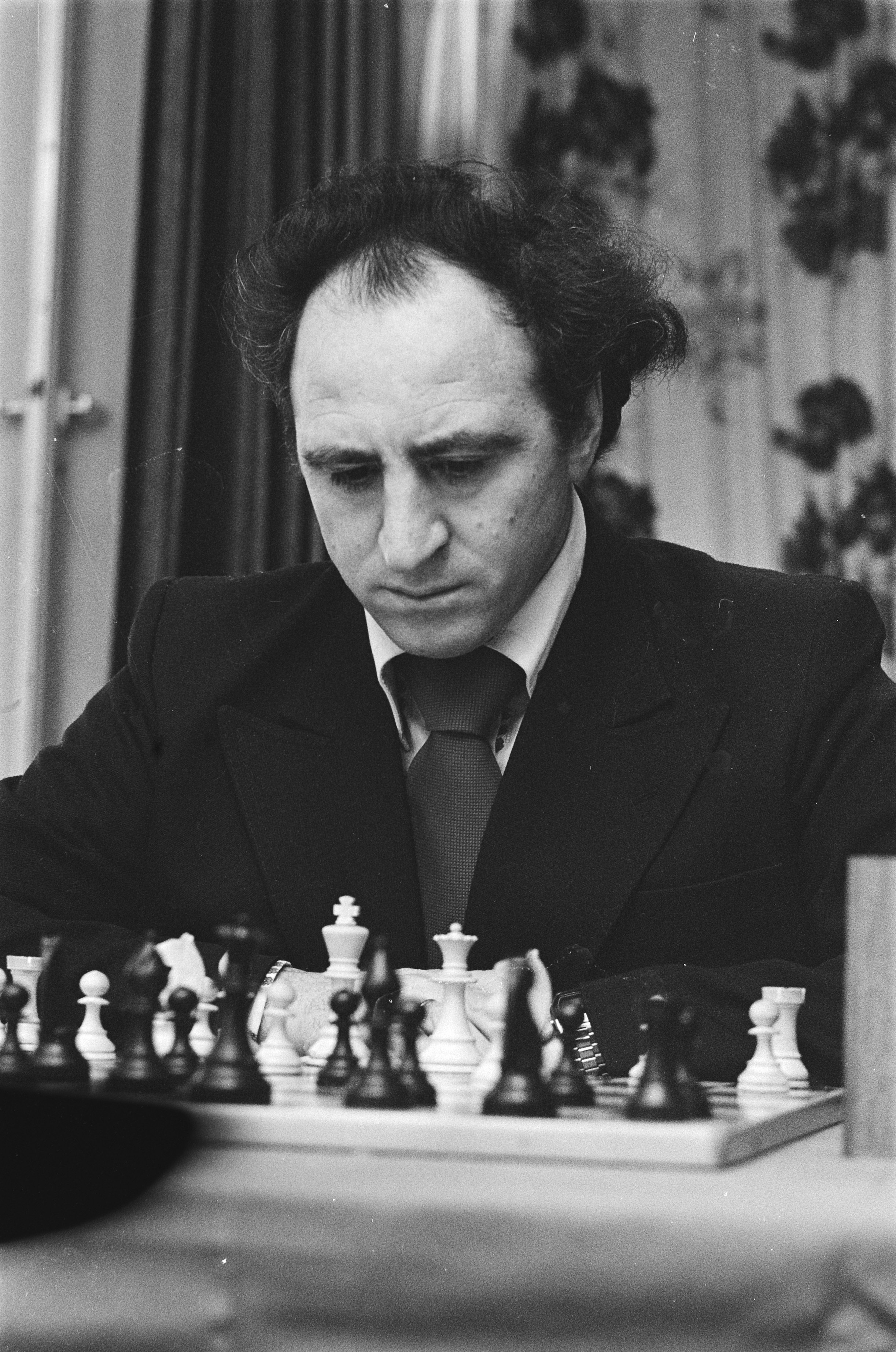
Лев Полугаєвський

6-й тур запам'ятався курйозами в партії Любоєвич — Ріблі. У розв'язці швидкої партії (суперники витратили тільки по 1 годині на 27 своїх ходів) суперники не помітили простих ходів, які б «зв'язали» ворожі фігури — спочатку Ріблі не побачив ефектний хід, а наступним ходом проґавив свій шанс на нічию Любоєвич. Ларсен білими у туровому ендшпілі проти Тройса не ризикнув боротися за просування прохідного пішака, погодившись на нічию. Очки поділили також Романишин і Цешковський та Адор'ян і Полугаєвський.
У 7-у турі зустрілися лідери — Михайло Таль і Бент Ларсен. Напружена партія протікала в цікавій боротьбі, яка завершилась унічию. Любоєвич чорними застосував невдалу дебютну новинку в англійському початку, потрапив у скрутне становище, потім вирівняв гру, але зробив критичну помилку в мітельшпілі, програвши Ґеорґіу. У поєдинку сусідів у турнірній таблиці Полугаєвський переграв Романишина та вирвався вперед.
У 8-у турі Ларсен переміг білими Майлза, а чорними Полугаєвський і Романишин виграли у Кузьміна та Адор'яна, відповідно. Лев Полугаєвський таким чином наздогнав Адор'яна і тепер тільки на одне очко відставав від першого Таля.
9-й тур відзначився «товариськими нічиїми» співвітчизників (Тройс — ван Рімсдейк і Ріблі — Адор'ян), зустріччю «двох Талів» («югославським Талем» називали Л. Любоєвича), а також несподіваною поразкою Цешковського від американця Тарджана. Тріо лідерів (Таль, Ґеорґіу, Ларсен) здобуло перемоги та залишилося на перших місцях.

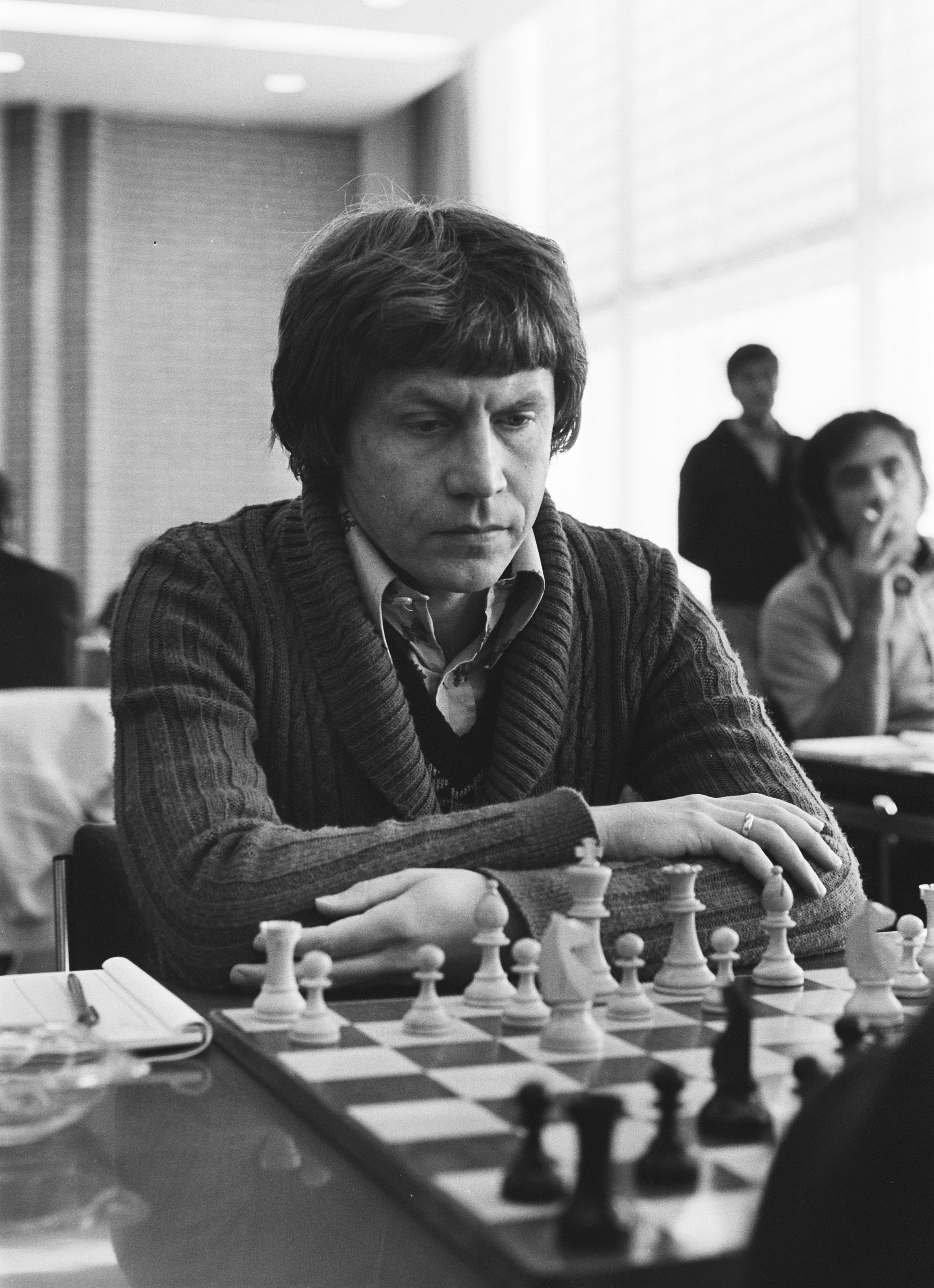
Андраш Адор'ян

У 10-у турі в рівній гострій боротьбі Майлз чорними переміг Любоєвича, ван Рімсдейк виборов нічию проти Таля. Румун Ґеорґіу пасивно провів партію з Ріблі, програвши її. Угорський гросмейстер наблизився до заповітної трійки. Ларсен вирішив не форсувати подій проти Цешковського (нічия), а Полугаєвський чорними не зумів здолати опір Тарджана. Обидві партії закінчилися поділом очок. Романишин у цейтноті у виграшній позиції з Буазізом припустився серії помилок, що привело до нічиєї. 10 годин тривала партія Адор'ян — Кузьмін. На 85-у ході в позиції «слон і три пішаки проти тури і пішака» суперники погодилися на нічию.
В 11-у турі Ґеорґіу переміг Адор'яна (який відставав тільки на ½ очка) і залишився в чільній трійці. Любоєвич чорними в кращому становищі грубо помилився та програв кубинцю Родріґесу. Полугаєвський у партії з Ларсеном отримав прохідного пішака «a» і блискучою 13-ходовою комбінацією знищив коня, який блокував поле a8.
12-й тур не приніс жодної перемоги білим. Результати зустрічей між фаворитами: Ріблі — Таль — ½:½, Ларсен — Романишин — 0:1, Любоєвич — Цешковський — ½:½. Неочікувано Адор'ян білими не зумів переграти Буазіза (нічия), а Ґеорґіу програв бразильцю Тройсу, що дозволило угорському гросмейстеру Ріблі наздогнати румуна.
У 13-у турі Таль переміг Ґеорґіу, Ріблі — Майлза, а Кузьмін — Ларсена. Гра між Полугаєвським і Любоєвичем проходила за переваги радянського гросмейстера, однак югослав уміло оборонявся й зумів на 30-у ході так ускладнити становище, що продумати всі варіанти в умовах цейтноту було неможливо, тому Полугаєвський змушений був погодитись на нічию.
У 14-у раунді Кузьмін слабо зіграв проти Ґрюнфельда (нічия), Полугаєвський чорними погодився на нічию проти ван Рімсдейка, а партія Любоєвич — Романишин стала найдовшою в турнірі. Львівський шахіст 110 ходів і понад 12 годин намагався реалізувати матеріальну перевагу, але белградець захистив нічию. Також поділили пункт Ґеорґіу та Майлз, які були сусідами в турнірній таблиці й претендували на потрапляння до першої трійки.

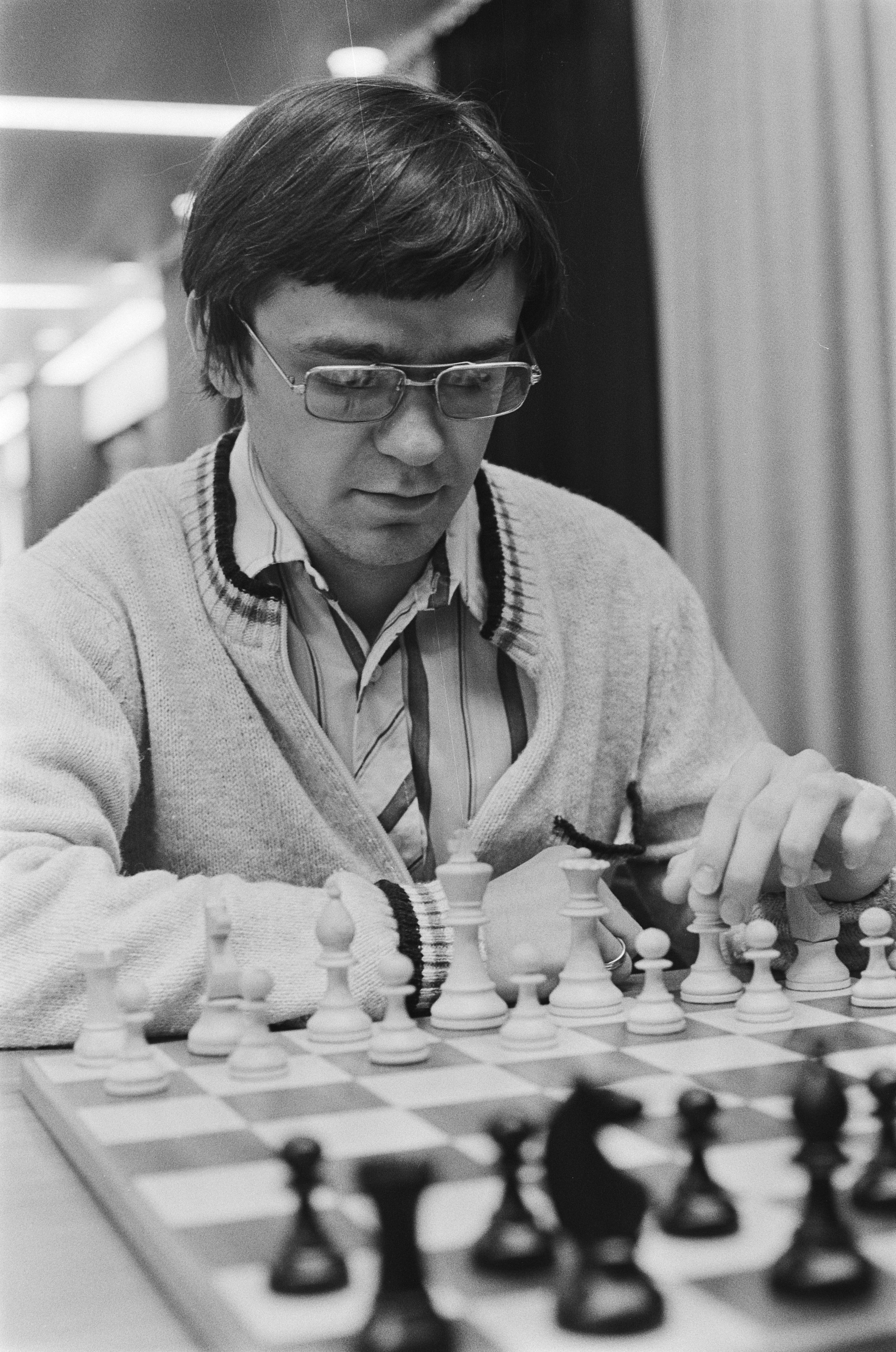
Золтан Ріблі

15-й тур розпочався технічною поразкою Буазіза (Туніс), який не з'явився на партію проти Ґрюнфельда (Ізраїль) із політичних причин (арабо-ізраїльський конфлікт), а також «гросмейстерською нічиєю» в партії Кузьмін — Любоєвич, де обоє партнерів уже втратили шанси на вихід до матчів претендентів. Швидко погодились на нічию і в партіях Таль — Адор'ян і Цешковський — Ріблі. Обом представникам США вдалося здобути по ½ очка проти лідерів: Полугаєвському не вдалося обіграти Медніса, а Ларсен упродовж 80 ходів безуспішно боровся за перемогу проти Тарджана.
У 16-у турі Романишину не вдалося зламати опір Медніса, партія завершилася нічийно. Ріблі та Полугаєвський, які обоє вже «однією ногою» закріпилися в трійці призерів, розписали блискавичну мирову за 11 хвилин, а Ґеорґіу, який на очко відставав від них, зіграв унічию з Цешковським. У дебюті партії Таль — Майлз англієць відхилив нічию, яку запропонував екс-чемпіон світу. Майлз ризикнув, адже у випадку перемоги мав шанс включитися в боротьбу за першу трійку, однак програв. У зустрічі Адор'ян — Ларсен, де обоє партнерів конкурували за вихід до матчів претендентів, данець віддав простір ще в дебюті, а угорець уміло реалізував перевагу.
В останньому, 17-му турі, головна увага була прикута до партій Романишин — Ріблі і Полугаєвський — Ґеорґіу, де вирішувалася доля 2-3-го місць. Олег Романишин, хоча й не мав навіть теоретичних шансів потрапити до першої трійки, але прагнув в останньому турі здобути перемогу й максимально наблизитися до лідерів, а от Золтану Ріблі навіть нічия гарантувала вихід до матчів претендентів. Радянський гросмейстер упевнено переграв угорця, на якого тепер чекав додатковий матч із Адор'яном (котрий обіграв Майлза). Ґеорґіу влаштовувала тільки перемога в партії з Полугаєвським, тоді як московському гросмейстерові й нічия гарантувала чисте друге місце. Румун чорними не зумів нав'язати свою гру Полугаєвському, тому змушений був погодитися на нічию.

### Становище за турами
Подано результати партій, а також кількість очок перед відповідним туром. Товстим виділено кількість очок у лідерів (перша трійка).
| 1-й тур (5.09.1979)   | 1-й тур (5.09.1979) | 1-й тур (5.09.1979) | 1-й тур (5.09.1979) | 1-й тур (5.09.1979) |
| --------------------- | ------------------- | ------------------- | ------------------- | ------------------- |
| Ґрюнфельд             |                     | ½:½                 |                     | Адор'ян             |
| Любоєвич              |                     | ½:½                 |                     | Ларсен              |
| ван Рімсдейк          |                     | 1:0                 |                     | Тарджан             |
| Медніс                |                     | 1:0                 |                     | Буазіз              |
| Ріблі                 |                     | ½:½                 |                     | Кузьмін             |
| Ґеорґіу               |                     | ½:½                 |                     | Романишин           |
| Тройс                 |                     | 0:1                 |                     | Полугаєвський       |
| Таль                  |                     | 1:0                 |                     | Цешковський         |
| Майлз                 |                     | 1:0                 |                     | Родріґес            |
| 4-й тур (9.09.1979)   |                     |                     |                     |                     |
| Ґрюнфельд             | ½                   | 1:0                 | 1                   | Медніс              |
| Любоєвич              | 1½                  | 1:0                 | 2                   | ван Рімсдейк        |
| Ларсен                | 2½                  | 1:0                 | 2                   | Ріблі               |
| Тарджан               | 1½                  | ½:½                 | 2½                  | Ґеорґіу             |
| Буазіз                | 0                   | 1:0                 | 1                   | Тройс               |
| Кузьмін               | ½                   | 0:1                 | 3                   | Таль                |
| Романишин             | 1½                  | ½:½                 | 2                   | Майлз               |
| Полугаєвський         | 2                   | 1:0                 | 1                   | Родріґес            |
| Адор'ян               | 2                   | 1:0                 | ½                   | Цешковський         |
| 7-й тур (14.09.1979)  |                     |                     |                     |                     |
| Тройс                 | 2                   | ½:½                 | 2                   | Ґрюнфельд           |
| Ґеорґіу               | 4                   | 1:0                 | 3                   | Любоєвич            |
| Ріблі                 | 4                   | ½:½                 | 2½                  | ван Рімсдейк        |
| Медніс                | 2                   | 0:1                 | 4½                  | Адор'ян             |
| Таль                  | 5½                  | ½:½                 | 4½                  | Ларсен              |
| Майлз                 | 3½                  | ½:½                 | 2½                  | Тарджан             |
| Родріґес              | 1½                  | 0:1                 | 1½                  | Буазіз              |
| Цешковський           | 2                   | ½:½                 | 2½                  | Кузьмін             |
| Полугаєвський         | 3½                  | 1:0                 | 3                   | Романишин           |
| 10-й тур (18.09.1979) |                     |                     |                     |                     |
| Ґрюнфельд             | 3½                  | 1:0                 | 1½                  | Родріґес            |
| Любоєвич              | 4                   | 0:1                 | 4½                  | Майлз               |
| ван Рімсдейк          | 3½                  | ½:½                 | 7½                  | Таль                |
| Медніс                | 2½                  | ½:½                 | 3                   | Тройс               |
| Ріблі                 | 5½                  | 1:0                 | 7                   | Ґеорґіу             |
| Ларсен                | 7                   | ½:½                 | 3½                  | Цешковський         |
| Тарджан               | 5                   | ½:½                 | 6½                  | Полугаєвський       |
| Буазіз                | 2½                  | ½:½                 | 4                   | Романишин           |
| Адор'ян               | 6                   | ½:½                 | 4                   | Кузьмін             |
| 13-й тур (23.09.1979) |                     |                     |                     |                     |
| Романишин             | 7½                  | 1:0                 | 5                   | Ґрюнфельд           |
| Полугаєвський         | 9                   | ½:½                 | 4½                  | Любоєвич            |
| Цешковський           | 5                   | 1:0                 | 4                   | ван Рімсдейк        |
| Родріґес              | 3½                  | 0:1                 | 3                   | Медніс              |
| Майлз                 | 7½                  | 0:1                 | 8                   | Ріблі               |
| Таль                  | 9½                  | 1:0                 | 8                   | Ґеорґіу             |
| Тройс                 | 4½                  | 0:1                 | 7                   | Адор'ян             |
| Кузьмін               | 6                   | 1:0                 | 7½                  | Ларсен              |
| Буазіз                | 3½                  | 1:0                 | 6                   | Тарджан             |
| 16-й тур (27.09.1979) |                     |                     |                     |                     |
| Ґрюнфельд             | 6½                  | 1:0                 | 7                   | Тарджан             |
| Любоєвич              | 6                   | ½:½                 | 4½                  | Буазіз              |
| ван Рімсдейк          | 4½                  | ½:½                 | 8                   | Кузьмін             |
| Медніс                | 4½                  | ½:½                 | 9                   | Романишин           |
| Ріблі                 | 10½                 | ½:½                 | 10½                 | Полугаєвський       |
| Ґеорґіу               | 9½                  | ½:½                 | 7½                  | Цешковський         |
| Тройс                 | 4½                  | ½:½                 | 3½                  | Родріґес            |
| Таль                  | 12                  | 1:0                 | 9                   | Майлз               |
| Адор'ян               | 9                   | 1:0                 | 9                   | Ларсен              |
|                       |                     |                     |                     |                     |

| 2-й тур (6.09.1979)   | 2-й тур (6.09.1979) | 2-й тур (6.09.1979) | 2-й тур (6.09.1979) | 2-й тур (6.09.1979) |
| --------------------- | ------------------- | ------------------- | ------------------- | ------------------- |
| Ґрюнфельд             | ½                   | 0:1                 | ½                   | Любоєвич            |
| Ларсен                | ½                   | 1:0                 | 1                   | ван Рімсдейк        |
| Тарджан               | 0                   | 1:0                 | 1                   | Медніс              |
| Буазіз                | 0                   | 0:1                 | ½                   | Ріблі               |
| Кузьмін               | ½                   | 0:1                 | ½                   | Ґеорґіу             |
| Романишин             | ½                   | 1:0                 | 0                   | Тройс               |
| Полугаєвський         | 1                   | 0:1                 | 1                   | Таль                |
| Цешковський           | 0                   | 0:1                 | 1                   | Майлз               |
| Адор'ян               | ½                   | ½:½                 | 0                   | Родріґес            |
| 5-й тур (10.09.1979)  |                     |                     |                     |                     |
| Ріблі                 | 2                   | 1:0                 | 1½                  | Ґрюнфельд           |
| ван Рімсдейк          | 2                   | 0:1                 | 3                   | Адор'ян             |
| Медніс                | 1                   | ½:½                 | 2½                  | Любоєвич            |
| Ґеорґіу               | 3                   | ½:½                 | 3½                  | Ларсен              |
| Тройс                 | 1                   | ½:½                 | 2                   | Тарджан             |
| Таль                  | 4                   | ½:½                 | 1                   | Буазіз              |
| Майлз                 | 2½                  | 0:1                 | ½                   | Кузьмін             |
| Родріґес              | 1                   | ½:½                 | 2                   | Романишин           |
| Цешковський           | ½                   | 1:0                 | 3                   | Полугаєвський       |
| 8-й тур (15.09.1979)  |                     |                     |                     |                     |
| Ґрюнфельд             | 2½                  | ½:½                 | 6                   | Таль                |
| Любоєвич              | 3                   | 1:0                 | 2½                  | Тройс               |
| ван Рімсдейк          | 3                   | 0:1                 | 5                   | Ґеорґіу             |
| Медніс                | 2                   | ½:½                 | 4½                  | Ріблі               |
| Ларсен                | 5                   | 1:0                 | 4                   | Майлз               |
| Тарджан               | 3                   | 1:0                 | 1½                  | Родріґес            |
| Буазіз                | 2½                  | 0:1                 | 2½                  | Цешковський         |
| Кузьмін               | 3                   | 0:1                 | 4½                  | Полугаєвський       |
| Адор'ян               | 5½                  | 0:1                 | 3                   | Романишин           |
| 11-й тур (19.09.1979) |                     |                     |                     |                     |
| Цешковський           | 4                   | ½:½                 | 4½                  | Ґрюнфельд           |
| Родріґес              | 1½                  | 1:0                 | 4                   | Любоєвич            |
| Майлз                 | 5½                  | 1:0                 | 4                   | ван Рімсдейк        |
| Таль                  | 8                   | 1:0                 | 3                   | Медніс              |
| Тройс                 | 3½                  | 0:1                 | 6½                  | Ріблі               |
| Ґеорґіу               | 7                   | 1:0                 | 6½                  | Адор'ян             |
| Полугаєвський         | 7                   | 1:0                 | 7½                  | Ларсен              |
| Романишин             | 4½                  | 1:0                 | 5½                  | Тарджан             |
| Кузьмін               | 4½                  | 1:0                 | 3                   | Буазіз              |
| 14-й тур (24.09.1979) |                     |                     |                     |                     |
| Ґрюнфельд             | 5                   | ½:½                 | 7                   | Кузьмін             |
| Любоєвич              | 5                   | ½:½                 | 7½                  | Романишин           |
| ван Рімсдейк          | 4                   | ½:½                 | 9½                  | Полугаєвський       |
| Медніс                | 4                   | 0:1                 | 6                   | Цешковський         |
| Ріблі                 | 9                   | 1:0                 | 3½                  | Родріґес            |
| Ґеорґіу               | 8                   | ½:½                 | 7½                  | Майлз               |
| Тройс                 | 4½                  | 0:1                 | 10½                 | Таль                |
| Ларсен                | 7½                  | 1:0                 | 4½                  | Буазіз              |
| Адор'ян               | 8                   | ½:½                 | 6                   | Тарджан             |
| 17-й тур (29.09.1979) |                     |                     |                     |                     |
| Ларсен                | 9                   | 1:0                 | 7½                  | Ґрюнфельд           |
| Тарджан               | 7                   | 1:0                 | 6½                  | Любоєвич            |
| Буазіз                | 5                   | ½:½                 | 5                   | ван Рімсдейк        |
| Кузьмін               | 8½                  | ½:½                 | 5                   | Медніс              |
| Романишин             | 9½                  | 1:0                 | 11                  | Ріблі               |
| Полугаєвський         | 11                  | ½:½                 | 10                  | Ґеорґіу             |
| Цешковський           | 8                   | 1:0                 | 5                   | Тройс               |
| Родріґес              | 4                   | 0:1                 | 13                  | Таль                |
| Майлз                 | 4½                  | 0:1                 | 10                  | Адор'ян             |
|                       |                     |                     |                     |                     |

| 3-й тур (7.09.1979)                 | 3-й тур (7.09.1979) | 3-й тур (7.09.1979)          | 3-й тур (7.09.1979)          | 3-й тур (7.09.1979)          |
| ----------------------------------- | ------------------- | ---------------------------- | ---------------------------- | ---------------------------- |
| ван Рімсдейк                        | 1                   | 1:0                          | ½                            | Ґрюнфельд                    |
| Любоєвич                            | 1½                  | 0:1                          | 1                            | Адор'ян                      |
| Медніс                              | 0                   | 0:1                          | 1½                           | Ларсен                       |
| Ріблі                               | 1½                  | ½:½                          | 1                            | Тарджан                      |
| Ґеорґіу                             | 1½                  | 1:0                          | 0                            | Буазіз                       |
| Таль                                | 2                   | 1:0                          | 1½                           | Романишин                    |
| Тройс                               | 0                   | 1:0                          | ½                            | Кузьмін                      |
| Майлз                               | 2                   | 0:1                          | 1                            | Полугаєвський                |
| Родріґес                            | ½                   | ½:½                          | 0                            | Цешковський                  |
| 6-й тур (11.09.1979)                |                     |                              |                              |                              |
| Ґрюнфельд                           | 1½                  | ½:½                          | 3½                           | Ґеорґіу                      |
| Любоєвич                            | 3                   | 0:1                          | 3                            | Ріблі                        |
| ван Рімсдейкж                       | 2                   | ½:½                          | 1½                           | Медніс                       |
| Ларсен                              | 4                   | ½:½                          | 1½                           | Тройс                        |
| Тарджан                             | 2½                  | 0:1                          | 4½                           | Таль                         |
| Буазіз                              | 1½                  | 0:1                          | 2½                           | Майлз                        |
| Кузьмін                             | 1½                  | 1:0                          | 1½                           | Родріґес                     |
| Романишин                           | 2½                  | ½:½                          | 1½                           | Цешковський                  |
| Адор'ян                             | 4                   | ½:½                          | 3                            | Полугаєвський                |
| 9-й тур (16.09.1979)                |                     |                              |                              |                              |
| Майлз                               | 4                   | ½:½                          | 3                            | Ґрюнфельд                    |
| Таль                                | 6½                  | 1:0                          | 4                            | Любоєвич                     |
| Тройс                               | 2½                  | ½:½                          | 3                            | ван Рімсдейк                 |
| Ґеорґіу                             | 6                   | 1:0                          | 2½                           | Медніс                       |
| Ріблі                               | 5                   | ½:½                          | 5½                           | Адор'ян                      |
| Родріґес                            | 1½                  | 0:1                          | 6                            | Ларсен                       |
| Цешковський                         | 3½                  | 0:1                          | 4                            | Тарджан                      |
| Полугаєвський                       | 5½                  | 1:0                          | 2½                           | Буазіз                       |
| Романишин                           | 4                   | 0:1                          | 3                            | Кузьмін                      |
| 12-й тур (20.09.1979)               |                     |                              |                              |                              |
| Ґрюнфельд                           | 5                   | 0:1                          | 8                            | Полугаєвський                |
| Любоєвич                            | 4                   | ½:½                          | 4½                           | Цешковський                  |
| ван Рімсдейкж                       | 4                   | 0:1                          | 2½                           | Родріґес                     |
| Медніс                              | 3                   | 0:1                          | 6½                           | Майлз                        |
| Ріблі                               | 7½                  | ½:½                          | 9                            | Таль                         |
| Ґеорґіу                             | 8                   | 0:1                          | 3½                           | Тройс                        |
| Ларсен                              | 7½                  | 0:1                          | 5½                           | Романишин                    |
| Тарджан                             | 5½                  | ½:½                          | 5½                           | Кузьмін                      |
| Адор'ян                             | 6½                  | ½:½                          | 3                            | Буазіз                       |
| 15-й тур (26.09.1979)               |                     |                              |                              |                              |
| Буазіз                              | 4½                  | -:+                          | 5½                           | Ґрюнфельд                    |
| Кузьмін                             | 7½                  | ½:½                          | 5½                           | Любоєвич                     |
| Романишин                           | 8                   | 1:0                          | 4½                           | ван Рімсдейк                 |
| Полугаєвський                       | 10                  | ½:½                          | 4                            | Медніс                       |
| Цешковський                         | 7                   | ½:½                          | 10                           | Ріблі                        |
| Родріґес                            | 3½                  | 0:1                          | 8½                           | Ґеорґіу                      |
| Майлз                               | 8                   | 1:0                          | 4½                           | Тройс                        |
| Таль                                | 11½                 | ½:½                          | 8½                           | Адор'ян                      |
| Тарджан                             | 6½                  | ½:½                          | 8½                           | Ларсен                       |
| Підсумкове становище першої десятки |                     |                              |                              |                              |
| Таль                                | 14                  | вихід напряму                | вихід напряму                | вихід напряму                |
| Полугаєвський                       | 11½                 | вихід напряму                | вихід напряму                | вихід напряму                |
| Адор'ян                             | 11                  | додатковий матч за 3-є місце | додатковий матч за 3-є місце | додатковий матч за 3-є місце |
| Ріблі                               | 11                  | додатковий матч за 3-є місце | додатковий матч за 3-є місце | додатковий матч за 3-є місце |
| Ґеорґіу                             | 10½                 |                              |                              |                              |
| Романишин                           | 10½                 |                              |                              |                              |
| Ларсен                              | 10                  |                              |                              |                              |
| Кузьмін                             | 9                   |                              |                              |                              |
| Майлз                               | 9                   |                              |                              |                              |
| Цешковський                         | 9                   |                              |                              |                              |

## Турнірна таблиця
| №  | Учасник             | Країна    | 1 | 2 | 3 | 4 | 5 | 6 | 7 | 8 | 9 | 10 | 11 | 12 | 13 | 14 | 15 | 16 | 17 | 18 |  | +  | −  | = | Очки | Місце |
| -- | ------------------- | --------- | - | - | - | - | - | - | - | - | - | -- | -- | -- | -- | -- | -- | -- | -- | -- |  | -- | -- | - | ---- | ----- |
| 1  | Михайло Таль        | СРСР      |   | 1 | ½ | ½ | 1 | 1 | ½ | 1 | 1 | 1  | 1  | ½  | 1  | ½  | 1  | ½  | 1  | 1  |  | 11 | 0  | 6 | 14   | 1     |
| 2  | Лев Полугаєвський   | СРСР      | 0 |   | ½ | ½ | ½ | 1 | 1 | 1 | 1 | 0  | ½  | 1  | ½  | 1  | ½  | ½  | 1  | 1  |  | 8  | 2  | 7 | 11½  | 2     |
| 3  | Андраш Адор'ян      | Угорщина  | ½ | ½ |   | ½ | 0 | 0 | 1 | ½ | 1 | 1  | ½  | ½  | 1  | ½  | 1  | 1  | 1  | ½  |  | 7  | 2  | 8 | 11   | 3-4   |
| 4  | Золтан Ріблі        | Угорщина  | ½ | ½ | ½ |   | 1 | 0 | 0 | ½ | 1 | ½  | ½  | 1  | 1  | 1  | ½  | ½  | 1  | 1  |  | 7  | 2  | 8 | 11   | 3-4   |
| 5  | Флорін Ґеорґіу      | Румунія   | 0 | ½ | 1 | 0 |   | ½ | ½ | 1 | ½ | ½  | ½  | ½  | 1  | 1  | 1  | 1  | 0  | 1  |  | 7  | 3  | 7 | 10½  | 5-6   |
| 6  | Олег Романишин      | СРСР      | 0 | 0 | 1 | 1 | ½ |   | 1 | 0 | ½ | ½  | 1  | 1  | ½  | ½  | ½  | 1  | 1  | ½  |  | 7  | 3  | 7 | 10½  | 5-6   |
| 7  | Бент Ларсен         | Данія     | ½ | 0 | 0 | 1 | ½ | 0 |   | 0 | 1 | ½  | ½  | 1  | ½  | 1  | 1  | 1  | ½  | 1  |  | 7  | 4  | 6 | 10   | 7     |
| 8  | Геннадій Кузьмін    | СРСР      | 0 | 0 | ½ | ½ | 0 | 1 | 1 |   | 1 | ½  | ½  | ½  | ½  | 1  | ½  | ½  | 0  | 1  |  | 5  | 4  | 8 | 9    | 8-10  |
| 9  | Ентоні Майлз        | Англія    | 0 | 0 | 0 | 0 | ½ | ½ | 0 | 0 |   | 1  | ½  | ½  | 1  | 1  | 1  | 1  | 1  | 1  |  | 7  | 6  | 4 | 9    | 8-10  |
| 10 | Віталій Цешковський | СРСР      | 0 | 1 | 0 | ½ | ½ | ½ | ½ | ½ | 0 |    | 0  | ½  | ½  | 1  | 1  | 1  | 1  | ½  |  | 5  | 4  | 8 | 9    | 8-10  |
| 11 | Джеймс Тарджан      | США       | 0 | ½ | ½ | ½ | ½ | 0 | ½ | ½ | ½ | 1  |    | 0  | 1  | 0  | 1  | 0  | ½  | 1  |  | 4  | 5  | 8 | 8    | 11    |
| 12 | Єгуда Ґрюнфельд     | Ізраїль   | ½ | 0 | ½ | 0 | ½ | 0 | 0 | ½ | ½ | ½  | 1  |    | 0  | 1  | 1  | 0  | ½  | 1  |  | 4  | 6  | 7 | 7½   | 12    |
| 13 | Любомир Любоєвич    | Югославія | 0 | ½ | 0 | 0 | 0 | ½ | ½ | ½ | 0 | ½  | 0  | 1  |    | ½  | ½  | 1  | 1  | 0  |  | 3  | 7  | 7 | 6½   | 13    |
| 14 | Слім Буазіз         | Туніс     | ½ | 0 | ½ | 0 | 0 | ½ | 0 | 0 | 0 | 0  | 1  | 0  | ½  |    | 0  | ½  | 1  | 1  |  | 3  | 9  | 5 | 5½   | 14-16 |
| 15 | Едмар Медніс        | США       | 0 | ½ | 0 | ½ | 0 | ½ | 0 | ½ | 0 | 0  | 0  | 0  | ½  | 1  |    | ½  | ½  | 1  |  | 2  | 8  | 7 | 5½   | 14-16 |
| 16 | Герман ван Рімсдейк | Бразилія  | ½ | ½ | 0 | ½ | 0 | 0 | 0 | ½ | 0 | 0  | 1  | 1  | 0  | ½  | ½  |    | ½  | 0  |  | 2  | 8  | 7 | 5½   | 14-16 |
| 17 | Франсіско Тройс     | Бразилія  | 0 | 0 | 0 | 0 | 1 | 0 | ½ | 1 | 0 | 0  | ½  | ½  | 0  | 0  | ½  | ½  |    | ½  |  | 2  | 9  | 6 | 5    | 17    |
| 18 | Рубен Родріґес      | Філіппіни | 0 | 0 | ½ | 0 | 0 | ½ | 0 | 0 | 0 | ½  | 0  | 0  | 1  | 0  | 0  | 1  | ½  |    |  | 2  | 11 | 4 | 4    | 18    |

## Підсумки
Успіх Михайла Таля був закономірним з огляду на високу форму ризького шахіста, що показали перемоги в чемпіонаті СРСР 1978 року і на «Турнірі зірок» у Монреалі в першій половині 1979 року, який зібрав провідних гросмейстерів світу. Уважали, що на користь гравцю пішла співпраця А. Карповим, якому Таль допомагав готуватися до матчу за титул чемпіона світу в Баґіо 1978 року. «Чарівник із Риги» завжди славився комбінаційною та тонкою тактичною грою, а за 1978—1979 роки додав у надійній дебютній підготовці, позиційному баченні та раціональному підході до позиції.
Учасник двох попередніх змагань претендентів Лев Полугаєвський після поразок у перших турах від Таля та Цешковського в наступному турі «зробив паузу» (коротку нічию з Адор'яном) і решту 2/3 турнірної дистанції пройшов упевнено та стабільно, втримавши місце в першій трійці. Особливо разючим було досягнення в 7-12-у турах — 6½ очка із семи. На урочистому закритті організатори відзначили московського гросмейстера спеціальною нагородою за здійснення цільних стратегічних планів у партіях проти Романишина, Майлза та Ларсена.
3-4-е місця поділили Андраш Адор'ян і Золтан Ріблі — олімпійські чемпіони-78 у складі збірної Угорщини. Ріблі грав розсудливо, добре розігрував дебют, часто маючи перевагу вже на початку партій, однак поразка в останньому турі від Романишина скинула Золтана з чистого третього місця. Не настільки надійно виступав Адор'ян — хоча й грав обережно, часто пропонував нічиї, але й накопичував багато догравань, навіть вихідні мусив присвячувати їх аналізу й нерідко потрапляв у цейтнот (хоча, на думку деяких спеціалістів, Андраш свідомо заганяв себе у недочас, щоб збадьоритися й мобілізувати мозок). Завдяки прекрасному фінішу — перемогам над прямими конкурентами Ларсеном і Майлзом — він наздогнав Ріблі, а в додатковому матчі в Будапешті ще раз показав, що може переломити становище, коли потрібно.
Чудово провів першу половину змагань Флорін Ґеорґіу. Після 9-го туру він лише на ½ очка поступався М. Талю, але потім, на думку оглядачів, було видно ознаки втоми, адже румун приїхав до Риги всього через місяць після тривалого турне по Америці, де переміг у трьох турнірах поспіль, зокрема у відкритій першості США. Тільки втомою можна було логічно пояснити грубу помилку в кращій позиції проти Тройса в 13-у турі, яка замість 1 очка принесла 0. Відсутність свіжого підходу й енергії спричинила пасивну гру у вирішальній партії, в 17-у турі проти Полугаєвського. Ґеорґіу влаштовувала тільки перемога, але він грав вичікувально та добився тільки нічиєї, яка залишила шахіста за межами поєдинків претендентів. На урочистому закритті організатори нагородили румунського гросмейстера «призом прогресу» за найбільше покращення своїх результатів як порівняти з попереднім міжзональним (із 10-13-го до 5-6-го місця).
Олег Романишин був затверджений першим запасним на випадок неможливості когось із учасників приїхати до Риги. Про хворобу В. Горта стало відомо вже перед самим початком турніру, тому малоймовірно, що до початку змагань радянський гросмейстер підійшов у максимальній психологічній і спортивній готовності. У першій половині турніру львів'янин жахливо провів мікротурнір проти інших радянських учасників (½ очка із 4), часто потрапляв у цейтнот, через що не встигав реалізовувати хороші позиції. Однак після 11-го туру гравець набрав хід, перемагаючи одного суперника за іншим і після цього набрав 6 із 7 можливих очок. Після завершення останньої партії, переможної проти Ріблі, він зітхнув: «Ех, якби турнір можна було продовжити…». Тільки півочка забракло Романишинові, щоб зачепитися за першу трійку. Через місяць, у листопаді дуже сильно зіграв на міжнародному турнірі в Тілбурзі, посівши 2-е місце (тільки на ½ очка позаду чемпіона світу А. Карпова), попереду Портіша, Сакса, Ларсена, Спаського, Тіммана та інших.
Сильно стартував багаторазовий учасник матчів претендентів Бент Ларсен, який тримався серед лідерів до 10-13-го турів, коли волею жеребу не провів чотири партії поспіль проти представників СРСР, у яких набрав тільки ½ пункти. Ймовірно, це похитнуло впевненість у власних силах данця, бо в передостанньому турі він програв прямому конкурентові, Адор'яну, відставши на фініші на одне очко від третього місця.
Не виправдали очікувань Віталій Цешковський — чемпіон СРСР-78 (разом із Талем) і четвертий призер міжзонального турніру в Манілі (1976) і Геннадій Кузьмін, який став переможцем першої ліги СРСР 1977, випередив багатьох гросмейстерів у зональному турнірі 1978, а також показав найкращий результат на 3-й шахівниці під час Спартакіади народів СРСР 1979 року. Обоє програли по три партії у перших 4 турах і надалі не показали класу, достатнього для боротьби за високі місця. Цешковський надто багато помилявся, а Кузьміна підвела недостатня теоретична підготовка, що було його традиційним недоліком.
8-10-е місця з вищезгаданими радянськими гросмейстерами поділив 24-річний англієць Ентоні Майлз — другий наймолодший учасник турніру. Він запам'ятався сміливою, винахідливою та безкомпромісною грою. На урочистому закритті організатори відзначили бойовий стиль Майлза, який у 17 партіях уклав тільки 4 нічиї.

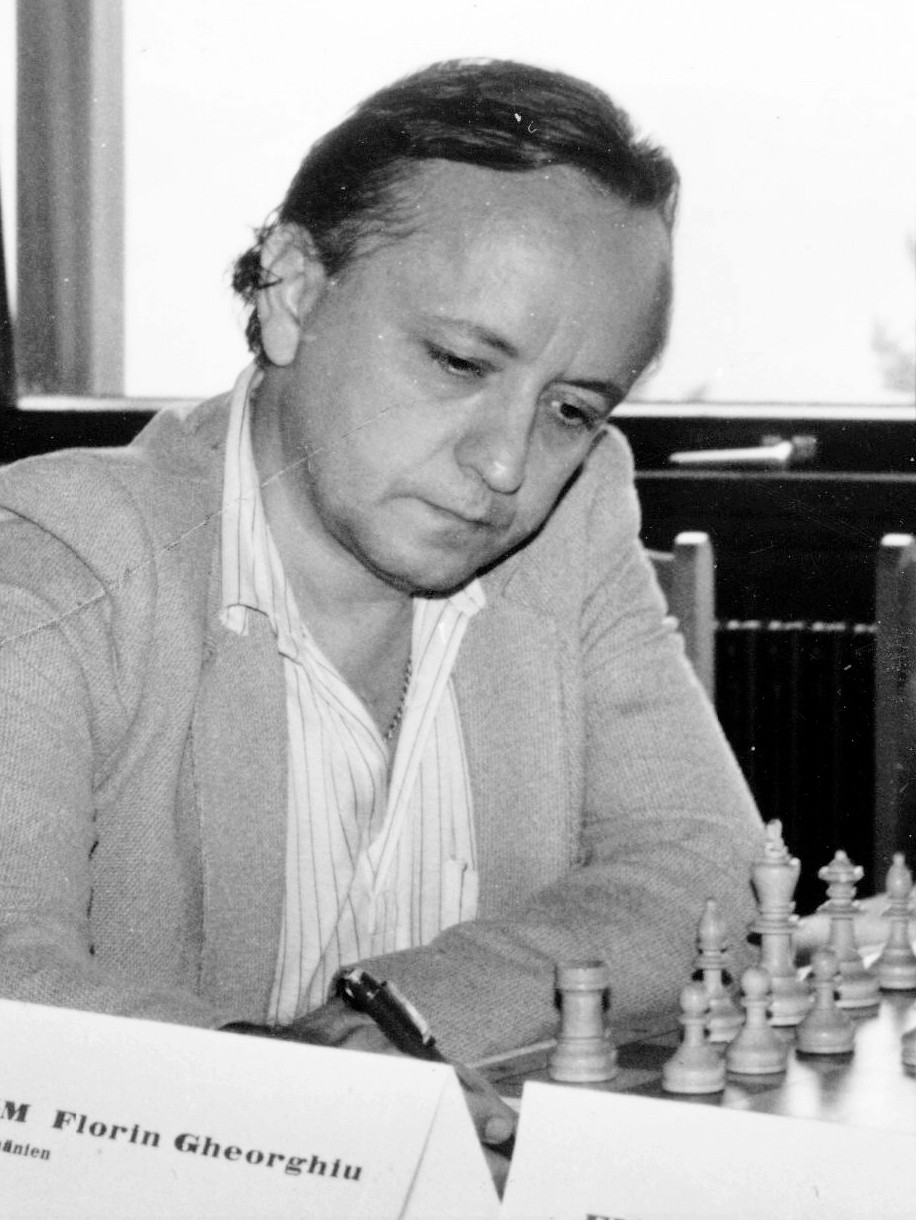
Флорін Ґеорґіу
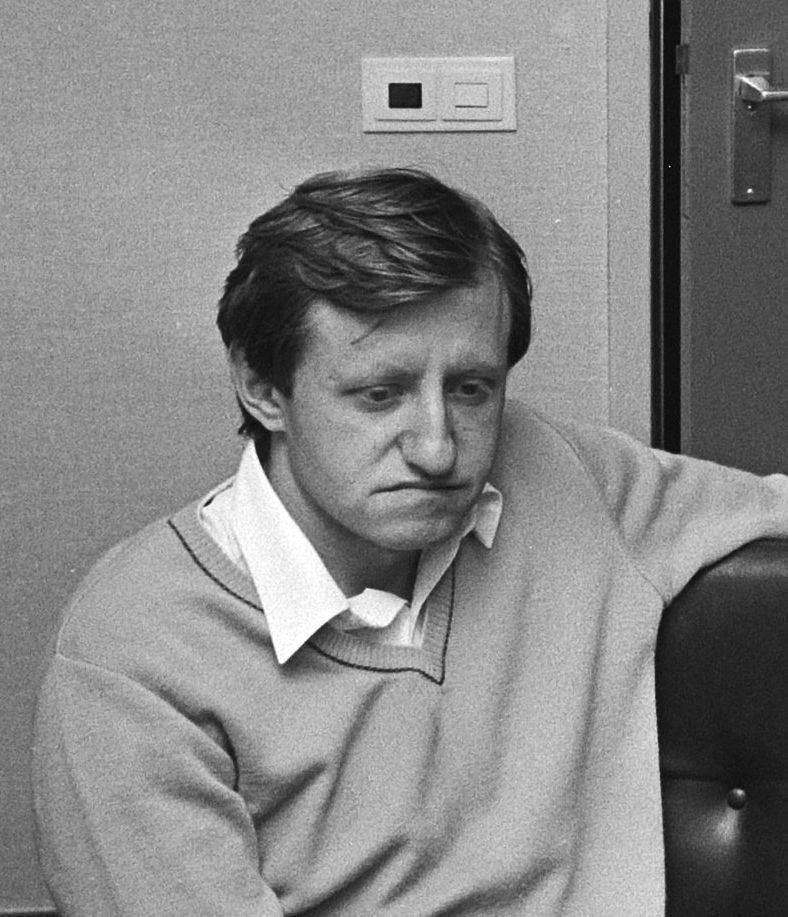
Олег Романишин
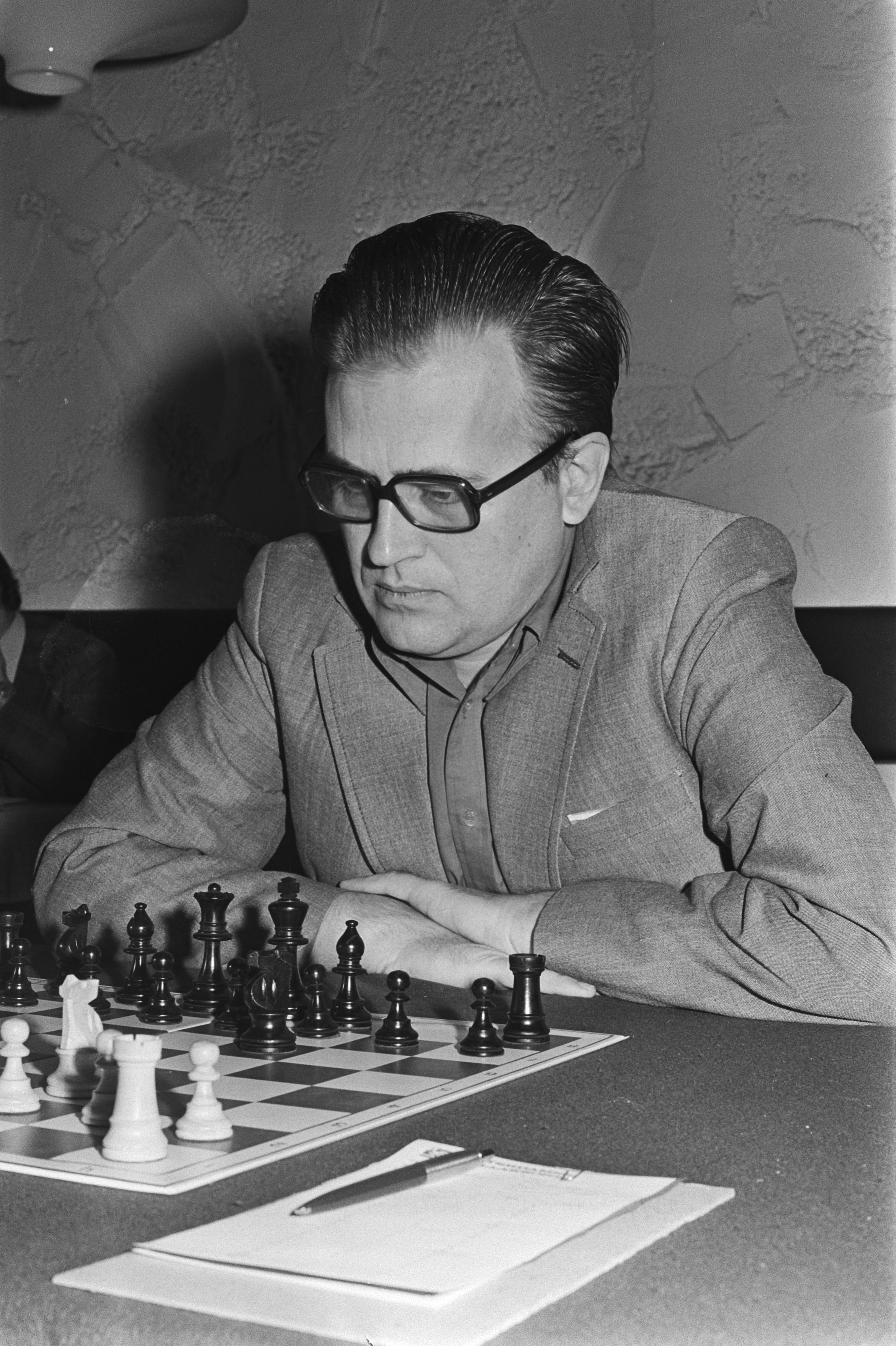
Бент Ларсен
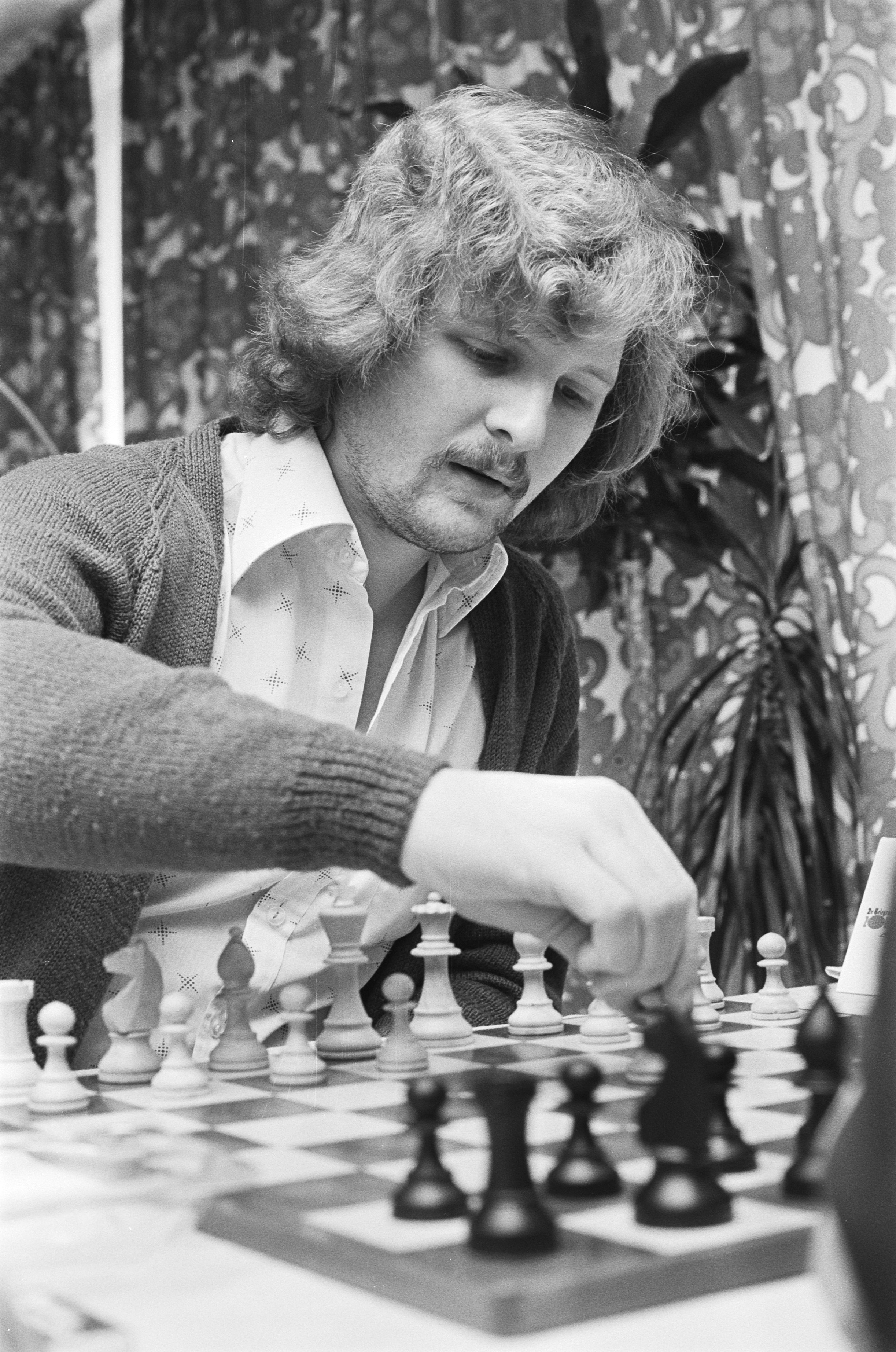
Ентоні Майлз
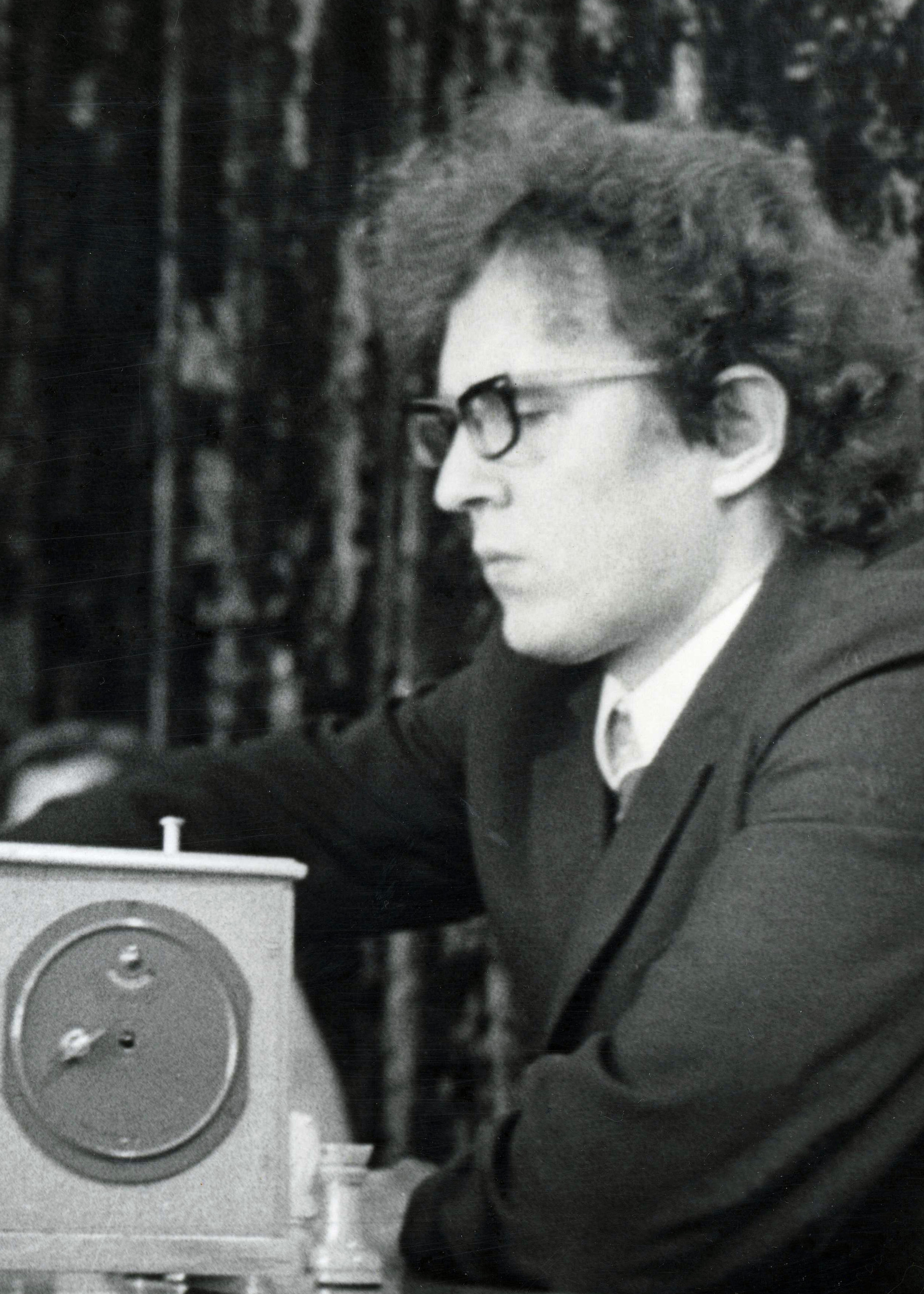
Віталій Цешковський

## Матч за третє місце
|   | a | b | c | d | e | f | g | h |   |
| 8 | f8 чорна тура · g8 чорний король · b7 чорний пішак · c7 чорний ферзь · d7 чорний кінь · e7 чорний слон · f7 чорний пішак · g7 чорний пішак · h7 чорний пішак · a6 чорний пішак · d6 чорний пішак · e6 чорний слон · e5 чорний пішак · g5 білий пішак · h5 білий пішак · c4 чорна тура · e4 білий пішак · b3 білий кінь · c3 білий кінь · e3 білий слон · f3 білий пішак · a2 білий пішак · b2 білий пішак · c2 білий пішак · d2 білий ферзь · b1 біла тура · c1 білий король · g1 біла тура · h1 біла тура | f8 чорна тура · g8 чорний король · b7 чорний пішак · c7 чорний ферзь · d7 чорний кінь · e7 чорний слон · f7 чорний пішак · g7 чорний пішак · h7 чорний пішак · a6 чорний пішак · d6 чорний пішак · e6 чорний слон · e5 чорний пішак · g5 білий пішак · h5 білий пішак · c4 чорна тура · e4 білий пішак · b3 білий кінь · c3 білий кінь · e3 білий слон · f3 білий пішак · a2 білий пішак · b2 білий пішак · c2 білий пішак · d2 білий ферзь · b1 біла тура · c1 білий король · g1 біла тура · h1 біла тура | f8 чорна тура · g8 чорний король · b7 чорний пішак · c7 чорний ферзь · d7 чорний кінь · e7 чорний слон · f7 чорний пішак · g7 чорний пішак · h7 чорний пішак · a6 чорний пішак · d6 чорний пішак · e6 чорний слон · e5 чорний пішак · g5 білий пішак · h5 білий пішак · c4 чорна тура · e4 білий пішак · b3 білий кінь · c3 білий кінь · e3 білий слон · f3 білий пішак · a2 білий пішак · b2 білий пішак · c2 білий пішак · d2 білий ферзь · b1 біла тура · c1 білий король · g1 біла тура · h1 біла тура | f8 чорна тура · g8 чорний король · b7 чорний пішак · c7 чорний ферзь · d7 чорний кінь · e7 чорний слон · f7 чорний пішак · g7 чорний пішак · h7 чорний пішак · a6 чорний пішак · d6 чорний пішак · e6 чорний слон · e5 чорний пішак · g5 білий пішак · h5 білий пішак · c4 чорна тура · e4 білий пішак · b3 білий кінь · c3 білий кінь · e3 білий слон · f3 білий пішак · a2 білий пішак · b2 білий пішак · c2 білий пішак · d2 білий ферзь · b1 біла тура · c1 білий король · g1 біла тура · h1 біла тура | f8 чорна тура · g8 чорний король · b7 чорний пішак · c7 чорний ферзь · d7 чорний кінь · e7 чорний слон · f7 чорний пішак · g7 чорний пішак · h7 чорний пішак · a6 чорний пішак · d6 чорний пішак · e6 чорний слон · e5 чорний пішак · g5 білий пішак · h5 білий пішак · c4 чорна тура · e4 білий пішак · b3 білий кінь · c3 білий кінь · e3 білий слон · f3 білий пішак · a2 білий пішак · b2 білий пішак · c2 білий пішак · d2 білий ферзь · b1 біла тура · c1 білий король · g1 біла тура · h1 біла тура | f8 чорна тура · g8 чорний король · b7 чорний пішак · c7 чорний ферзь · d7 чорний кінь · e7 чорний слон · f7 чорний пішак · g7 чорний пішак · h7 чорний пішак · a6 чорний пішак · d6 чорний пішак · e6 чорний слон · e5 чорний пішак · g5 білий пішак · h5 білий пішак · c4 чорна тура · e4 білий пішак · b3 білий кінь · c3 білий кінь · e3 білий слон · f3 білий пішак · a2 білий пішак · b2 білий пішак · c2 білий пішак · d2 білий ферзь · b1 біла тура · c1 білий король · g1 біла тура · h1 біла тура | f8 чорна тура · g8 чорний король · b7 чорний пішак · c7 чорний ферзь · d7 чорний кінь · e7 чорний слон · f7 чорний пішак · g7 чорний пішак · h7 чорний пішак · a6 чорний пішак · d6 чорний пішак · e6 чорний слон · e5 чорний пішак · g5 білий пішак · h5 білий пішак · c4 чорна тура · e4 білий пішак · b3 білий кінь · c3 білий кінь · e3 білий слон · f3 білий пішак · a2 білий пішак · b2 білий пішак · c2 білий пішак · d2 білий ферзь · b1 біла тура · c1 білий король · g1 біла тура · h1 біла тура | f8 чорна тура · g8 чорний король · b7 чорний пішак · c7 чорний ферзь · d7 чорний кінь · e7 чорний слон · f7 чорний пішак · g7 чорний пішак · h7 чорний пішак · a6 чорний пішак · d6 чорний пішак · e6 чорний слон · e5 чорний пішак · g5 білий пішак · h5 білий пішак · c4 чорна тура · e4 білий пішак · b3 білий кінь · c3 білий кінь · e3 білий слон · f3 білий пішак · a2 білий пішак · b2 білий пішак · c2 білий пішак · d2 білий ферзь · b1 біла тура · c1 білий король · g1 біла тура · h1 біла тура | 8 |
| 7 | f8 чорна тура · g8 чорний король · b7 чорний пішак · c7 чорний ферзь · d7 чорний кінь · e7 чорний слон · f7 чорний пішак · g7 чорний пішак · h7 чорний пішак · a6 чорний пішак · d6 чорний пішак · e6 чорний слон · e5 чорний пішак · g5 білий пішак · h5 білий пішак · c4 чорна тура · e4 білий пішак · b3 білий кінь · c3 білий кінь · e3 білий слон · f3 білий пішак · a2 білий пішак · b2 білий пішак · c2 білий пішак · d2 білий ферзь · b1 біла тура · c1 білий король · g1 біла тура · h1 біла тура | f8 чорна тура · g8 чорний король · b7 чорний пішак · c7 чорний ферзь · d7 чорний кінь · e7 чорний слон · f7 чорний пішак · g7 чорний пішак · h7 чорний пішак · a6 чорний пішак · d6 чорний пішак · e6 чорний слон · e5 чорний пішак · g5 білий пішак · h5 білий пішак · c4 чорна тура · e4 білий пішак · b3 білий кінь · c3 білий кінь · e3 білий слон · f3 білий пішак · a2 білий пішак · b2 білий пішак · c2 білий пішак · d2 білий ферзь · b1 біла тура · c1 білий король · g1 біла тура · h1 біла тура | f8 чорна тура · g8 чорний король · b7 чорний пішак · c7 чорний ферзь · d7 чорний кінь · e7 чорний слон · f7 чорний пішак · g7 чорний пішак · h7 чорний пішак · a6 чорний пішак · d6 чорний пішак · e6 чорний слон · e5 чорний пішак · g5 білий пішак · h5 білий пішак · c4 чорна тура · e4 білий пішак · b3 білий кінь · c3 білий кінь · e3 білий слон · f3 білий пішак · a2 білий пішак · b2 білий пішак · c2 білий пішак · d2 білий ферзь · b1 біла тура · c1 білий король · g1 біла тура · h1 біла тура | f8 чорна тура · g8 чорний король · b7 чорний пішак · c7 чорний ферзь · d7 чорний кінь · e7 чорний слон · f7 чорний пішак · g7 чорний пішак · h7 чорний пішак · a6 чорний пішак · d6 чорний пішак · e6 чорний слон · e5 чорний пішак · g5 білий пішак · h5 білий пішак · c4 чорна тура · e4 білий пішак · b3 білий кінь · c3 білий кінь · e3 білий слон · f3 білий пішак · a2 білий пішак · b2 білий пішак · c2 білий пішак · d2 білий ферзь · b1 біла тура · c1 білий король · g1 біла тура · h1 біла тура | f8 чорна тура · g8 чорний король · b7 чорний пішак · c7 чорний ферзь · d7 чорний кінь · e7 чорний слон · f7 чорний пішак · g7 чорний пішак · h7 чорний пішак · a6 чорний пішак · d6 чорний пішак · e6 чорний слон · e5 чорний пішак · g5 білий пішак · h5 білий пішак · c4 чорна тура · e4 білий пішак · b3 білий кінь · c3 білий кінь · e3 білий слон · f3 білий пішак · a2 білий пішак · b2 білий пішак · c2 білий пішак · d2 білий ферзь · b1 біла тура · c1 білий король · g1 біла тура · h1 біла тура | f8 чорна тура · g8 чорний король · b7 чорний пішак · c7 чорний ферзь · d7 чорний кінь · e7 чорний слон · f7 чорний пішак · g7 чорний пішак · h7 чорний пішак · a6 чорний пішак · d6 чорний пішак · e6 чорний слон · e5 чорний пішак · g5 білий пішак · h5 білий пішак · c4 чорна тура · e4 білий пішак · b3 білий кінь · c3 білий кінь · e3 білий слон · f3 білий пішак · a2 білий пішак · b2 білий пішак · c2 білий пішак · d2 білий ферзь · b1 біла тура · c1 білий король · g1 біла тура · h1 біла тура | f8 чорна тура · g8 чорний король · b7 чорний пішак · c7 чорний ферзь · d7 чорний кінь · e7 чорний слон · f7 чорний пішак · g7 чорний пішак · h7 чорний пішак · a6 чорний пішак · d6 чорний пішак · e6 чорний слон · e5 чорний пішак · g5 білий пішак · h5 білий пішак · c4 чорна тура · e4 білий пішак · b3 білий кінь · c3 білий кінь · e3 білий слон · f3 білий пішак · a2 білий пішак · b2 білий пішак · c2 білий пішак · d2 білий ферзь · b1 біла тура · c1 білий король · g1 біла тура · h1 біла тура | f8 чорна тура · g8 чорний король · b7 чорний пішак · c7 чорний ферзь · d7 чорний кінь · e7 чорний слон · f7 чорний пішак · g7 чорний пішак · h7 чорний пішак · a6 чорний пішак · d6 чорний пішак · e6 чорний слон · e5 чорний пішак · g5 білий пішак · h5 білий пішак · c4 чорна тура · e4 білий пішак · b3 білий кінь · c3 білий кінь · e3 білий слон · f3 білий пішак · a2 білий пішак · b2 білий пішак · c2 білий пішак · d2 білий ферзь · b1 біла тура · c1 білий король · g1 біла тура · h1 біла тура | 7 |
| 6 | f8 чорна тура · g8 чорний король · b7 чорний пішак · c7 чорний ферзь · d7 чорний кінь · e7 чорний слон · f7 чорний пішак · g7 чорний пішак · h7 чорний пішак · a6 чорний пішак · d6 чорний пішак · e6 чорний слон · e5 чорний пішак · g5 білий пішак · h5 білий пішак · c4 чорна тура · e4 білий пішак · b3 білий кінь · c3 білий кінь · e3 білий слон · f3 білий пішак · a2 білий пішак · b2 білий пішак · c2 білий пішак · d2 білий ферзь · b1 біла тура · c1 білий король · g1 біла тура · h1 біла тура | f8 чорна тура · g8 чорний король · b7 чорний пішак · c7 чорний ферзь · d7 чорний кінь · e7 чорний слон · f7 чорний пішак · g7 чорний пішак · h7 чорний пішак · a6 чорний пішак · d6 чорний пішак · e6 чорний слон · e5 чорний пішак · g5 білий пішак · h5 білий пішак · c4 чорна тура · e4 білий пішак · b3 білий кінь · c3 білий кінь · e3 білий слон · f3 білий пішак · a2 білий пішак · b2 білий пішак · c2 білий пішак · d2 білий ферзь · b1 біла тура · c1 білий король · g1 біла тура · h1 біла тура | f8 чорна тура · g8 чорний король · b7 чорний пішак · c7 чорний ферзь · d7 чорний кінь · e7 чорний слон · f7 чорний пішак · g7 чорний пішак · h7 чорний пішак · a6 чорний пішак · d6 чорний пішак · e6 чорний слон · e5 чорний пішак · g5 білий пішак · h5 білий пішак · c4 чорна тура · e4 білий пішак · b3 білий кінь · c3 білий кінь · e3 білий слон · f3 білий пішак · a2 білий пішак · b2 білий пішак · c2 білий пішак · d2 білий ферзь · b1 біла тура · c1 білий король · g1 біла тура · h1 біла тура | f8 чорна тура · g8 чорний король · b7 чорний пішак · c7 чорний ферзь · d7 чорний кінь · e7 чорний слон · f7 чорний пішак · g7 чорний пішак · h7 чорний пішак · a6 чорний пішак · d6 чорний пішак · e6 чорний слон · e5 чорний пішак · g5 білий пішак · h5 білий пішак · c4 чорна тура · e4 білий пішак · b3 білий кінь · c3 білий кінь · e3 білий слон · f3 білий пішак · a2 білий пішак · b2 білий пішак · c2 білий пішак · d2 білий ферзь · b1 біла тура · c1 білий король · g1 біла тура · h1 біла тура | f8 чорна тура · g8 чорний король · b7 чорний пішак · c7 чорний ферзь · d7 чорний кінь · e7 чорний слон · f7 чорний пішак · g7 чорний пішак · h7 чорний пішак · a6 чорний пішак · d6 чорний пішак · e6 чорний слон · e5 чорний пішак · g5 білий пішак · h5 білий пішак · c4 чорна тура · e4 білий пішак · b3 білий кінь · c3 білий кінь · e3 білий слон · f3 білий пішак · a2 білий пішак · b2 білий пішак · c2 білий пішак · d2 білий ферзь · b1 біла тура · c1 білий король · g1 біла тура · h1 біла тура | f8 чорна тура · g8 чорний король · b7 чорний пішак · c7 чорний ферзь · d7 чорний кінь · e7 чорний слон · f7 чорний пішак · g7 чорний пішак · h7 чорний пішак · a6 чорний пішак · d6 чорний пішак · e6 чорний слон · e5 чорний пішак · g5 білий пішак · h5 білий пішак · c4 чорна тура · e4 білий пішак · b3 білий кінь · c3 білий кінь · e3 білий слон · f3 білий пішак · a2 білий пішак · b2 білий пішак · c2 білий пішак · d2 білий ферзь · b1 біла тура · c1 білий король · g1 біла тура · h1 біла тура | f8 чорна тура · g8 чорний король · b7 чорний пішак · c7 чорний ферзь · d7 чорний кінь · e7 чорний слон · f7 чорний пішак · g7 чорний пішак · h7 чорний пішак · a6 чорний пішак · d6 чорний пішак · e6 чорний слон · e5 чорний пішак · g5 білий пішак · h5 білий пішак · c4 чорна тура · e4 білий пішак · b3 білий кінь · c3 білий кінь · e3 білий слон · f3 білий пішак · a2 білий пішак · b2 білий пішак · c2 білий пішак · d2 білий ферзь · b1 біла тура · c1 білий король · g1 біла тура · h1 біла тура | f8 чорна тура · g8 чорний король · b7 чорний пішак · c7 чорний ферзь · d7 чорний кінь · e7 чорний слон · f7 чорний пішак · g7 чорний пішак · h7 чорний пішак · a6 чорний пішак · d6 чорний пішак · e6 чорний слон · e5 чорний пішак · g5 білий пішак · h5 білий пішак · c4 чорна тура · e4 білий пішак · b3 білий кінь · c3 білий кінь · e3 білий слон · f3 білий пішак · a2 білий пішак · b2 білий пішак · c2 білий пішак · d2 білий ферзь · b1 біла тура · c1 білий король · g1 біла тура · h1 біла тура | 6 |
| 5 | f8 чорна тура · g8 чорний король · b7 чорний пішак · c7 чорний ферзь · d7 чорний кінь · e7 чорний слон · f7 чорний пішак · g7 чорний пішак · h7 чорний пішак · a6 чорний пішак · d6 чорний пішак · e6 чорний слон · e5 чорний пішак · g5 білий пішак · h5 білий пішак · c4 чорна тура · e4 білий пішак · b3 білий кінь · c3 білий кінь · e3 білий слон · f3 білий пішак · a2 білий пішак · b2 білий пішак · c2 білий пішак · d2 білий ферзь · b1 біла тура · c1 білий король · g1 біла тура · h1 біла тура | f8 чорна тура · g8 чорний король · b7 чорний пішак · c7 чорний ферзь · d7 чорний кінь · e7 чорний слон · f7 чорний пішак · g7 чорний пішак · h7 чорний пішак · a6 чорний пішак · d6 чорний пішак · e6 чорний слон · e5 чорний пішак · g5 білий пішак · h5 білий пішак · c4 чорна тура · e4 білий пішак · b3 білий кінь · c3 білий кінь · e3 білий слон · f3 білий пішак · a2 білий пішак · b2 білий пішак · c2 білий пішак · d2 білий ферзь · b1 біла тура · c1 білий король · g1 біла тура · h1 біла тура | f8 чорна тура · g8 чорний король · b7 чорний пішак · c7 чорний ферзь · d7 чорний кінь · e7 чорний слон · f7 чорний пішак · g7 чорний пішак · h7 чорний пішак · a6 чорний пішак · d6 чорний пішак · e6 чорний слон · e5 чорний пішак · g5 білий пішак · h5 білий пішак · c4 чорна тура · e4 білий пішак · b3 білий кінь · c3 білий кінь · e3 білий слон · f3 білий пішак · a2 білий пішак · b2 білий пішак · c2 білий пішак · d2 білий ферзь · b1 біла тура · c1 білий король · g1 біла тура · h1 біла тура | f8 чорна тура · g8 чорний король · b7 чорний пішак · c7 чорний ферзь · d7 чорний кінь · e7 чорний слон · f7 чорний пішак · g7 чорний пішак · h7 чорний пішак · a6 чорний пішак · d6 чорний пішак · e6 чорний слон · e5 чорний пішак · g5 білий пішак · h5 білий пішак · c4 чорна тура · e4 білий пішак · b3 білий кінь · c3 білий кінь · e3 білий слон · f3 білий пішак · a2 білий пішак · b2 білий пішак · c2 білий пішак · d2 білий ферзь · b1 біла тура · c1 білий король · g1 біла тура · h1 біла тура | f8 чорна тура · g8 чорний король · b7 чорний пішак · c7 чорний ферзь · d7 чорний кінь · e7 чорний слон · f7 чорний пішак · g7 чорний пішак · h7 чорний пішак · a6 чорний пішак · d6 чорний пішак · e6 чорний слон · e5 чорний пішак · g5 білий пішак · h5 білий пішак · c4 чорна тура · e4 білий пішак · b3 білий кінь · c3 білий кінь · e3 білий слон · f3 білий пішак · a2 білий пішак · b2 білий пішак · c2 білий пішак · d2 білий ферзь · b1 біла тура · c1 білий король · g1 біла тура · h1 біла тура | f8 чорна тура · g8 чорний король · b7 чорний пішак · c7 чорний ферзь · d7 чорний кінь · e7 чорний слон · f7 чорний пішак · g7 чорний пішак · h7 чорний пішак · a6 чорний пішак · d6 чорний пішак · e6 чорний слон · e5 чорний пішак · g5 білий пішак · h5 білий пішак · c4 чорна тура · e4 білий пішак · b3 білий кінь · c3 білий кінь · e3 білий слон · f3 білий пішак · a2 білий пішак · b2 білий пішак · c2 білий пішак · d2 білий ферзь · b1 біла тура · c1 білий король · g1 біла тура · h1 біла тура | f8 чорна тура · g8 чорний король · b7 чорний пішак · c7 чорний ферзь · d7 чорний кінь · e7 чорний слон · f7 чорний пішак · g7 чорний пішак · h7 чорний пішак · a6 чорний пішак · d6 чорний пішак · e6 чорний слон · e5 чорний пішак · g5 білий пішак · h5 білий пішак · c4 чорна тура · e4 білий пішак · b3 білий кінь · c3 білий кінь · e3 білий слон · f3 білий пішак · a2 білий пішак · b2 білий пішак · c2 білий пішак · d2 білий ферзь · b1 біла тура · c1 білий король · g1 біла тура · h1 біла тура | f8 чорна тура · g8 чорний король · b7 чорний пішак · c7 чорний ферзь · d7 чорний кінь · e7 чорний слон · f7 чорний пішак · g7 чорний пішак · h7 чорний пішак · a6 чорний пішак · d6 чорний пішак · e6 чорний слон · e5 чорний пішак · g5 білий пішак · h5 білий пішак · c4 чорна тура · e4 білий пішак · b3 білий кінь · c3 білий кінь · e3 білий слон · f3 білий пішак · a2 білий пішак · b2 білий пішак · c2 білий пішак · d2 білий ферзь · b1 біла тура · c1 білий король · g1 біла тура · h1 біла тура | 5 |
| 4 | f8 чорна тура · g8 чорний король · b7 чорний пішак · c7 чорний ферзь · d7 чорний кінь · e7 чорний слон · f7 чорний пішак · g7 чорний пішак · h7 чорний пішак · a6 чорний пішак · d6 чорний пішак · e6 чорний слон · e5 чорний пішак · g5 білий пішак · h5 білий пішак · c4 чорна тура · e4 білий пішак · b3 білий кінь · c3 білий кінь · e3 білий слон · f3 білий пішак · a2 білий пішак · b2 білий пішак · c2 білий пішак · d2 білий ферзь · b1 біла тура · c1 білий король · g1 біла тура · h1 біла тура | f8 чорна тура · g8 чорний король · b7 чорний пішак · c7 чорний ферзь · d7 чорний кінь · e7 чорний слон · f7 чорний пішак · g7 чорний пішак · h7 чорний пішак · a6 чорний пішак · d6 чорний пішак · e6 чорний слон · e5 чорний пішак · g5 білий пішак · h5 білий пішак · c4 чорна тура · e4 білий пішак · b3 білий кінь · c3 білий кінь · e3 білий слон · f3 білий пішак · a2 білий пішак · b2 білий пішак · c2 білий пішак · d2 білий ферзь · b1 біла тура · c1 білий король · g1 біла тура · h1 біла тура | f8 чорна тура · g8 чорний король · b7 чорний пішак · c7 чорний ферзь · d7 чорний кінь · e7 чорний слон · f7 чорний пішак · g7 чорний пішак · h7 чорний пішак · a6 чорний пішак · d6 чорний пішак · e6 чорний слон · e5 чорний пішак · g5 білий пішак · h5 білий пішак · c4 чорна тура · e4 білий пішак · b3 білий кінь · c3 білий кінь · e3 білий слон · f3 білий пішак · a2 білий пішак · b2 білий пішак · c2 білий пішак · d2 білий ферзь · b1 біла тура · c1 білий король · g1 біла тура · h1 біла тура | f8 чорна тура · g8 чорний король · b7 чорний пішак · c7 чорний ферзь · d7 чорний кінь · e7 чорний слон · f7 чорний пішак · g7 чорний пішак · h7 чорний пішак · a6 чорний пішак · d6 чорний пішак · e6 чорний слон · e5 чорний пішак · g5 білий пішак · h5 білий пішак · c4 чорна тура · e4 білий пішак · b3 білий кінь · c3 білий кінь · e3 білий слон · f3 білий пішак · a2 білий пішак · b2 білий пішак · c2 білий пішак · d2 білий ферзь · b1 біла тура · c1 білий король · g1 біла тура · h1 біла тура | f8 чорна тура · g8 чорний король · b7 чорний пішак · c7 чорний ферзь · d7 чорний кінь · e7 чорний слон · f7 чорний пішак · g7 чорний пішак · h7 чорний пішак · a6 чорний пішак · d6 чорний пішак · e6 чорний слон · e5 чорний пішак · g5 білий пішак · h5 білий пішак · c4 чорна тура · e4 білий пішак · b3 білий кінь · c3 білий кінь · e3 білий слон · f3 білий пішак · a2 білий пішак · b2 білий пішак · c2 білий пішак · d2 білий ферзь · b1 біла тура · c1 білий король · g1 біла тура · h1 біла тура | f8 чорна тура · g8 чорний король · b7 чорний пішак · c7 чорний ферзь · d7 чорний кінь · e7 чорний слон · f7 чорний пішак · g7 чорний пішак · h7 чорний пішак · a6 чорний пішак · d6 чорний пішак · e6 чорний слон · e5 чорний пішак · g5 білий пішак · h5 білий пішак · c4 чорна тура · e4 білий пішак · b3 білий кінь · c3 білий кінь · e3 білий слон · f3 білий пішак · a2 білий пішак · b2 білий пішак · c2 білий пішак · d2 білий ферзь · b1 біла тура · c1 білий король · g1 біла тура · h1 біла тура | f8 чорна тура · g8 чорний король · b7 чорний пішак · c7 чорний ферзь · d7 чорний кінь · e7 чорний слон · f7 чорний пішак · g7 чорний пішак · h7 чорний пішак · a6 чорний пішак · d6 чорний пішак · e6 чорний слон · e5 чорний пішак · g5 білий пішак · h5 білий пішак · c4 чорна тура · e4 білий пішак · b3 білий кінь · c3 білий кінь · e3 білий слон · f3 білий пішак · a2 білий пішак · b2 білий пішак · c2 білий пішак · d2 білий ферзь · b1 біла тура · c1 білий король · g1 біла тура · h1 біла тура | f8 чорна тура · g8 чорний король · b7 чорний пішак · c7 чорний ферзь · d7 чорний кінь · e7 чорний слон · f7 чорний пішак · g7 чорний пішак · h7 чорний пішак · a6 чорний пішак · d6 чорний пішак · e6 чорний слон · e5 чорний пішак · g5 білий пішак · h5 білий пішак · c4 чорна тура · e4 білий пішак · b3 білий кінь · c3 білий кінь · e3 білий слон · f3 білий пішак · a2 білий пішак · b2 білий пішак · c2 білий пішак · d2 білий ферзь · b1 біла тура · c1 білий король · g1 біла тура · h1 біла тура | 4 |
| 3 | f8 чорна тура · g8 чорний король · b7 чорний пішак · c7 чорний ферзь · d7 чорний кінь · e7 чорний слон · f7 чорний пішак · g7 чорний пішак · h7 чорний пішак · a6 чорний пішак · d6 чорний пішак · e6 чорний слон · e5 чорний пішак · g5 білий пішак · h5 білий пішак · c4 чорна тура · e4 білий пішак · b3 білий кінь · c3 білий кінь · e3 білий слон · f3 білий пішак · a2 білий пішак · b2 білий пішак · c2 білий пішак · d2 білий ферзь · b1 біла тура · c1 білий король · g1 біла тура · h1 біла тура | f8 чорна тура · g8 чорний король · b7 чорний пішак · c7 чорний ферзь · d7 чорний кінь · e7 чорний слон · f7 чорний пішак · g7 чорний пішак · h7 чорний пішак · a6 чорний пішак · d6 чорний пішак · e6 чорний слон · e5 чорний пішак · g5 білий пішак · h5 білий пішак · c4 чорна тура · e4 білий пішак · b3 білий кінь · c3 білий кінь · e3 білий слон · f3 білий пішак · a2 білий пішак · b2 білий пішак · c2 білий пішак · d2 білий ферзь · b1 біла тура · c1 білий король · g1 біла тура · h1 біла тура | f8 чорна тура · g8 чорний король · b7 чорний пішак · c7 чорний ферзь · d7 чорний кінь · e7 чорний слон · f7 чорний пішак · g7 чорний пішак · h7 чорний пішак · a6 чорний пішак · d6 чорний пішак · e6 чорний слон · e5 чорний пішак · g5 білий пішак · h5 білий пішак · c4 чорна тура · e4 білий пішак · b3 білий кінь · c3 білий кінь · e3 білий слон · f3 білий пішак · a2 білий пішак · b2 білий пішак · c2 білий пішак · d2 білий ферзь · b1 біла тура · c1 білий король · g1 біла тура · h1 біла тура | f8 чорна тура · g8 чорний король · b7 чорний пішак · c7 чорний ферзь · d7 чорний кінь · e7 чорний слон · f7 чорний пішак · g7 чорний пішак · h7 чорний пішак · a6 чорний пішак · d6 чорний пішак · e6 чорний слон · e5 чорний пішак · g5 білий пішак · h5 білий пішак · c4 чорна тура · e4 білий пішак · b3 білий кінь · c3 білий кінь · e3 білий слон · f3 білий пішак · a2 білий пішак · b2 білий пішак · c2 білий пішак · d2 білий ферзь · b1 біла тура · c1 білий король · g1 біла тура · h1 біла тура | f8 чорна тура · g8 чорний король · b7 чорний пішак · c7 чорний ферзь · d7 чорний кінь · e7 чорний слон · f7 чорний пішак · g7 чорний пішак · h7 чорний пішак · a6 чорний пішак · d6 чорний пішак · e6 чорний слон · e5 чорний пішак · g5 білий пішак · h5 білий пішак · c4 чорна тура · e4 білий пішак · b3 білий кінь · c3 білий кінь · e3 білий слон · f3 білий пішак · a2 білий пішак · b2 білий пішак · c2 білий пішак · d2 білий ферзь · b1 біла тура · c1 білий король · g1 біла тура · h1 біла тура | f8 чорна тура · g8 чорний король · b7 чорний пішак · c7 чорний ферзь · d7 чорний кінь · e7 чорний слон · f7 чорний пішак · g7 чорний пішак · h7 чорний пішак · a6 чорний пішак · d6 чорний пішак · e6 чорний слон · e5 чорний пішак · g5 білий пішак · h5 білий пішак · c4 чорна тура · e4 білий пішак · b3 білий кінь · c3 білий кінь · e3 білий слон · f3 білий пішак · a2 білий пішак · b2 білий пішак · c2 білий пішак · d2 білий ферзь · b1 біла тура · c1 білий король · g1 біла тура · h1 біла тура | f8 чорна тура · g8 чорний король · b7 чорний пішак · c7 чорний ферзь · d7 чорний кінь · e7 чорний слон · f7 чорний пішак · g7 чорний пішак · h7 чорний пішак · a6 чорний пішак · d6 чорний пішак · e6 чорний слон · e5 чорний пішак · g5 білий пішак · h5 білий пішак · c4 чорна тура · e4 білий пішак · b3 білий кінь · c3 білий кінь · e3 білий слон · f3 білий пішак · a2 білий пішак · b2 білий пішак · c2 білий пішак · d2 білий ферзь · b1 біла тура · c1 білий король · g1 біла тура · h1 біла тура | f8 чорна тура · g8 чорний король · b7 чорний пішак · c7 чорний ферзь · d7 чорний кінь · e7 чорний слон · f7 чорний пішак · g7 чорний пішак · h7 чорний пішак · a6 чорний пішак · d6 чорний пішак · e6 чорний слон · e5 чорний пішак · g5 білий пішак · h5 білий пішак · c4 чорна тура · e4 білий пішак · b3 білий кінь · c3 білий кінь · e3 білий слон · f3 білий пішак · a2 білий пішак · b2 білий пішак · c2 білий пішак · d2 білий ферзь · b1 біла тура · c1 білий король · g1 біла тура · h1 біла тура | 3 |
| 2 | f8 чорна тура · g8 чорний король · b7 чорний пішак · c7 чорний ферзь · d7 чорний кінь · e7 чорний слон · f7 чорний пішак · g7 чорний пішак · h7 чорний пішак · a6 чорний пішак · d6 чорний пішак · e6 чорний слон · e5 чорний пішак · g5 білий пішак · h5 білий пішак · c4 чорна тура · e4 білий пішак · b3 білий кінь · c3 білий кінь · e3 білий слон · f3 білий пішак · a2 білий пішак · b2 білий пішак · c2 білий пішак · d2 білий ферзь · b1 біла тура · c1 білий король · g1 біла тура · h1 біла тура | f8 чорна тура · g8 чорний король · b7 чорний пішак · c7 чорний ферзь · d7 чорний кінь · e7 чорний слон · f7 чорний пішак · g7 чорний пішак · h7 чорний пішак · a6 чорний пішак · d6 чорний пішак · e6 чорний слон · e5 чорний пішак · g5 білий пішак · h5 білий пішак · c4 чорна тура · e4 білий пішак · b3 білий кінь · c3 білий кінь · e3 білий слон · f3 білий пішак · a2 білий пішак · b2 білий пішак · c2 білий пішак · d2 білий ферзь · b1 біла тура · c1 білий король · g1 біла тура · h1 біла тура | f8 чорна тура · g8 чорний король · b7 чорний пішак · c7 чорний ферзь · d7 чорний кінь · e7 чорний слон · f7 чорний пішак · g7 чорний пішак · h7 чорний пішак · a6 чорний пішак · d6 чорний пішак · e6 чорний слон · e5 чорний пішак · g5 білий пішак · h5 білий пішак · c4 чорна тура · e4 білий пішак · b3 білий кінь · c3 білий кінь · e3 білий слон · f3 білий пішак · a2 білий пішак · b2 білий пішак · c2 білий пішак · d2 білий ферзь · b1 біла тура · c1 білий король · g1 біла тура · h1 біла тура | f8 чорна тура · g8 чорний король · b7 чорний пішак · c7 чорний ферзь · d7 чорний кінь · e7 чорний слон · f7 чорний пішак · g7 чорний пішак · h7 чорний пішак · a6 чорний пішак · d6 чорний пішак · e6 чорний слон · e5 чорний пішак · g5 білий пішак · h5 білий пішак · c4 чорна тура · e4 білий пішак · b3 білий кінь · c3 білий кінь · e3 білий слон · f3 білий пішак · a2 білий пішак · b2 білий пішак · c2 білий пішак · d2 білий ферзь · b1 біла тура · c1 білий король · g1 біла тура · h1 біла тура | f8 чорна тура · g8 чорний король · b7 чорний пішак · c7 чорний ферзь · d7 чорний кінь · e7 чорний слон · f7 чорний пішак · g7 чорний пішак · h7 чорний пішак · a6 чорний пішак · d6 чорний пішак · e6 чорний слон · e5 чорний пішак · g5 білий пішак · h5 білий пішак · c4 чорна тура · e4 білий пішак · b3 білий кінь · c3 білий кінь · e3 білий слон · f3 білий пішак · a2 білий пішак · b2 білий пішак · c2 білий пішак · d2 білий ферзь · b1 біла тура · c1 білий король · g1 біла тура · h1 біла тура | f8 чорна тура · g8 чорний король · b7 чорний пішак · c7 чорний ферзь · d7 чорний кінь · e7 чорний слон · f7 чорний пішак · g7 чорний пішак · h7 чорний пішак · a6 чорний пішак · d6 чорний пішак · e6 чорний слон · e5 чорний пішак · g5 білий пішак · h5 білий пішак · c4 чорна тура · e4 білий пішак · b3 білий кінь · c3 білий кінь · e3 білий слон · f3 білий пішак · a2 білий пішак · b2 білий пішак · c2 білий пішак · d2 білий ферзь · b1 біла тура · c1 білий король · g1 біла тура · h1 біла тура | f8 чорна тура · g8 чорний король · b7 чорний пішак · c7 чорний ферзь · d7 чорний кінь · e7 чорний слон · f7 чорний пішак · g7 чорний пішак · h7 чорний пішак · a6 чорний пішак · d6 чорний пішак · e6 чорний слон · e5 чорний пішак · g5 білий пішак · h5 білий пішак · c4 чорна тура · e4 білий пішак · b3 білий кінь · c3 білий кінь · e3 білий слон · f3 білий пішак · a2 білий пішак · b2 білий пішак · c2 білий пішак · d2 білий ферзь · b1 біла тура · c1 білий король · g1 біла тура · h1 біла тура | f8 чорна тура · g8 чорний король · b7 чорний пішак · c7 чорний ферзь · d7 чорний кінь · e7 чорний слон · f7 чорний пішак · g7 чорний пішак · h7 чорний пішак · a6 чорний пішак · d6 чорний пішак · e6 чорний слон · e5 чорний пішак · g5 білий пішак · h5 білий пішак · c4 чорна тура · e4 білий пішак · b3 білий кінь · c3 білий кінь · e3 білий слон · f3 білий пішак · a2 білий пішак · b2 білий пішак · c2 білий пішак · d2 білий ферзь · b1 біла тура · c1 білий король · g1 біла тура · h1 біла тура | 2 |
| 1 | f8 чорна тура · g8 чорний король · b7 чорний пішак · c7 чорний ферзь · d7 чорний кінь · e7 чорний слон · f7 чорний пішак · g7 чорний пішак · h7 чорний пішак · a6 чорний пішак · d6 чорний пішак · e6 чорний слон · e5 чорний пішак · g5 білий пішак · h5 білий пішак · c4 чорна тура · e4 білий пішак · b3 білий кінь · c3 білий кінь · e3 білий слон · f3 білий пішак · a2 білий пішак · b2 білий пішак · c2 білий пішак · d2 білий ферзь · b1 біла тура · c1 білий король · g1 біла тура · h1 біла тура | f8 чорна тура · g8 чорний король · b7 чорний пішак · c7 чорний ферзь · d7 чорний кінь · e7 чорний слон · f7 чорний пішак · g7 чорний пішак · h7 чорний пішак · a6 чорний пішак · d6 чорний пішак · e6 чорний слон · e5 чорний пішак · g5 білий пішак · h5 білий пішак · c4 чорна тура · e4 білий пішак · b3 білий кінь · c3 білий кінь · e3 білий слон · f3 білий пішак · a2 білий пішак · b2 білий пішак · c2 білий пішак · d2 білий ферзь · b1 біла тура · c1 білий король · g1 біла тура · h1 біла тура | f8 чорна тура · g8 чорний король · b7 чорний пішак · c7 чорний ферзь · d7 чорний кінь · e7 чорний слон · f7 чорний пішак · g7 чорний пішак · h7 чорний пішак · a6 чорний пішак · d6 чорний пішак · e6 чорний слон · e5 чорний пішак · g5 білий пішак · h5 білий пішак · c4 чорна тура · e4 білий пішак · b3 білий кінь · c3 білий кінь · e3 білий слон · f3 білий пішак · a2 білий пішак · b2 білий пішак · c2 білий пішак · d2 білий ферзь · b1 біла тура · c1 білий король · g1 біла тура · h1 біла тура | f8 чорна тура · g8 чорний король · b7 чорний пішак · c7 чорний ферзь · d7 чорний кінь · e7 чорний слон · f7 чорний пішак · g7 чорний пішак · h7 чорний пішак · a6 чорний пішак · d6 чорний пішак · e6 чорний слон · e5 чорний пішак · g5 білий пішак · h5 білий пішак · c4 чорна тура · e4 білий пішак · b3 білий кінь · c3 білий кінь · e3 білий слон · f3 білий пішак · a2 білий пішак · b2 білий пішак · c2 білий пішак · d2 білий ферзь · b1 біла тура · c1 білий король · g1 біла тура · h1 біла тура | f8 чорна тура · g8 чорний король · b7 чорний пішак · c7 чорний ферзь · d7 чорний кінь · e7 чорний слон · f7 чорний пішак · g7 чорний пішак · h7 чорний пішак · a6 чорний пішак · d6 чорний пішак · e6 чорний слон · e5 чорний пішак · g5 білий пішак · h5 білий пішак · c4 чорна тура · e4 білий пішак · b3 білий кінь · c3 білий кінь · e3 білий слон · f3 білий пішак · a2 білий пішак · b2 білий пішак · c2 білий пішак · d2 білий ферзь · b1 біла тура · c1 білий король · g1 біла тура · h1 біла тура | f8 чорна тура · g8 чорний король · b7 чорний пішак · c7 чорний ферзь · d7 чорний кінь · e7 чорний слон · f7 чорний пішак · g7 чорний пішак · h7 чорний пішак · a6 чорний пішак · d6 чорний пішак · e6 чорний слон · e5 чорний пішак · g5 білий пішак · h5 білий пішак · c4 чорна тура · e4 білий пішак · b3 білий кінь · c3 білий кінь · e3 білий слон · f3 білий пішак · a2 білий пішак · b2 білий пішак · c2 білий пішак · d2 білий ферзь · b1 біла тура · c1 білий король · g1 біла тура · h1 біла тура | f8 чорна тура · g8 чорний король · b7 чорний пішак · c7 чорний ферзь · d7 чорний кінь · e7 чорний слон · f7 чорний пішак · g7 чорний пішак · h7 чорний пішак · a6 чорний пішак · d6 чорний пішак · e6 чорний слон · e5 чорний пішак · g5 білий пішак · h5 білий пішак · c4 чорна тура · e4 білий пішак · b3 білий кінь · c3 білий кінь · e3 білий слон · f3 білий пішак · a2 білий пішак · b2 білий пішак · c2 білий пішак · d2 білий ферзь · b1 біла тура · c1 білий король · g1 біла тура · h1 біла тура | f8 чорна тура · g8 чорний король · b7 чорний пішак · c7 чорний ферзь · d7 чорний кінь · e7 чорний слон · f7 чорний пішак · g7 чорний пішак · h7 чорний пішак · a6 чорний пішак · d6 чорний пішак · e6 чорний слон · e5 чорний пішак · g5 білий пішак · h5 білий пішак · c4 чорна тура · e4 білий пішак · b3 білий кінь · c3 білий кінь · e3 білий слон · f3 білий пішак · a2 білий пішак · b2 білий пішак · c2 білий пішак · d2 білий ферзь · b1 біла тура · c1 білий король · g1 біла тура · h1 біла тура | 1 |
|   | a | b | c | d | e | f | g | h |   |

Угорські гросмейстери Андраш Адор'ян і Золтан Ріблі поділили 3-4-е місця та провели додатковий матч за вихід до претендентських поєдинків. Матч із 6 партій відбувався в Будапешті в будівлі Шахового союзу Угорщини (вул. Народної армії, 10) від 20 жовтня до 4 листопада 1979 року. Поєдинки викликали жвавий інтерес уболівальників, на матчі був присутній керівник держави, Перший секретар ЦК УСРП Янош Кадар. У випадку нічийного результату до матчів претендентів потрапляв гравець, який мав кращий коефіцієнт Берґера в міжзональному турнірі (Адор'ян).
Після трьох турів Ріблі впевнено вів у рахунку — 2½:½. Адор'ян виграв 4-у і 5-у партії, зрівнявши рахунок перед останньою зустріччю. Золтан вирішив узяти дводенний «тайм-аут», щоб краще підготуватися до вирішальної партії. Однак у ній Ріблі не зумів досягти переваги, а в сильному цейтноті, коли на годиннику залишалися тільки 2 хвилини, змушений був запропонувати нічию, інакше прострочив би час. Нічия в партії та 3:3 в матчі означала перемогу Андраша Адор'яна, який потрапив до матчів претендентів за додатковим показником, ставши другим в історії угорцем (після Лайоша Портіша), який дійшов до цього етапу змагань за титул чемпіона світу.
Знаменитою стала кінцівка 4-ї партії (див. діаграму). Гра виявилася переломною — у ній Адор'ян здобув першу перемогу, скоротив розрив у рахунку до 1½:2½, а після перемоги в наступній партії вже мав психологічну перевагу над суперником.

## Збірники партій
Під час турніру виходили бюлетень латиською мовою «Starpzonu šaha turnīrs» (надруковано 23 числа) і бюлетень російською мовою Шахової федерації Латвійської РСР і Комітету фізичної культури та спорту при Раді міністрів Латвійської РСР під назвою «Шахматный межзональный» (надруковано 20 чисел).
Незабаром по закінченні турніру Ентоні Майлз (один із учасників змагань) у співавторстві з Джоном Спілменом видав у Лондоні збірку партій турніру з короткими коментарями (в стилі югославського «Шахового інформатора») на 80 сторінок — «Riga Interzonal 1979». Подані дати турів і час, який витратив кожен гравець на партію.
Віктор Чепіжний — завідувач шахової редакції московського видавництва «Фізкультура і спорт» — став автором-упорядником великої збірки 1980 року «Межзональные турниры: Рига'79, Рио-де-Жанейро'79», яка мала 415 сторінок і була доповнена фотоматеріалами з турніру, інтерв'ю з трьома першими призерами, а також партіями з коментарями учасників, гросмейстерів Д. Бронштейна, А. Гіпсліса, Е. Гуфельда, І. Зайцева, А. Михальчишина, М. Філіпа, Р. Холмова, майстрів О. Аверкіна, А. Вітоліньша, Л. Ароніна, А. Капенгута (тренер М. Таля), А. Петросяна та інших.
Збірники партій ризького турніру виходили також англійською (в Каліфорнії) та португальською (66 сторінок, місце видання не вказано) мовами.